# Dompierre-les-Ormes
Pour les articles homonymes, voir Dompierre.
Dompierre-les-Ormes (Dompiarre en charolais) est une commune française située dans le département de Saône-et-Loire, en région Bourgogne-Franche-Comté.
Dompierre est un village campagnard de basse montagne, en Bourgogne du Sud, à vocation touristique et agricole, de 1 000 habitants. Le panorama local est marqué par le bocage charolais caractéristique, avec ses haies et pâtures, ses paysages vallonnés et ses montagnes coiffées de forêts qui valent à cette région le surnom de « Petite Suisse du Mâconnais ». La majeure partie de son territoire est classée aux titres des programmes de protection de la faune et de la flore français et européen.
La commune est issue de la fusion de Dompierre-les-Ormes et Meulin en 1965. Ses habitants sont appelés les Dompierrois.

## Géographie

### Localisation
Niché au pied du mont Saint-Cyr, le village de Dompierre-les-Ormes se trouve entre Cluny et Charolles, en Saône-et-Loire.
La commune est située au centre de la communauté de communes et en est la plus étendue avec plus de 3 000 hectares.

### Communes limitrophes
Les communes limitrophes sont  La Chapelle-du-Mont-de-France, Matour, Montmelard, Navour-sur-Grosne, Trambly, Trivy et Verosvres.

### Dompierre-les-Ormes et alentours
À Dompierre :

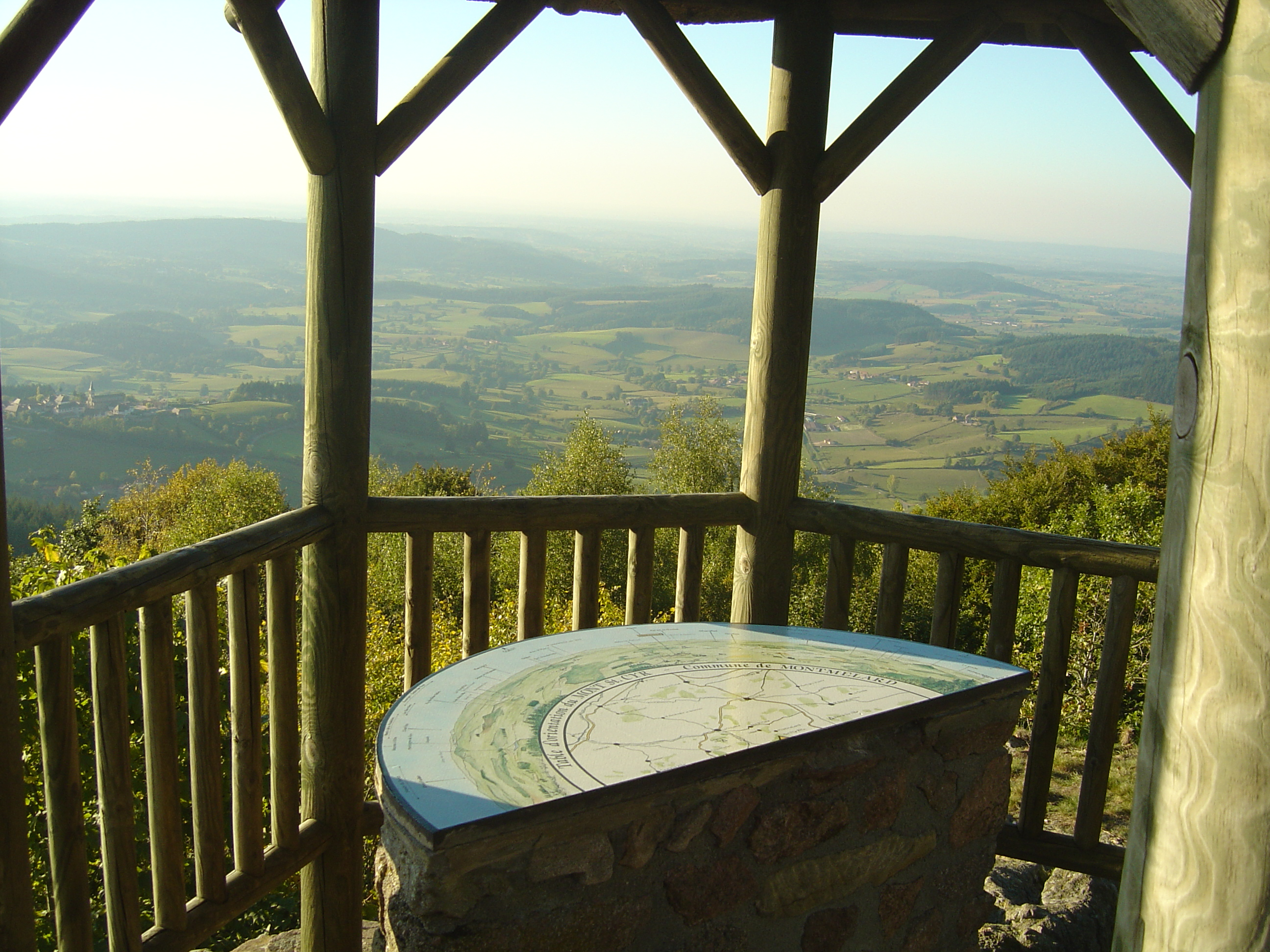
L'une des trois tables d'orientation du mont Saint-Cyr.

- le Lab 71, installé dans la Galerie européenne de la forêt et du bois, site de découverte des sciences et du développement durable, axé sur la jeunesse et les scolaires ;
- l'arboretum domanial de Pézanin, l'un des plus riches de France, créé en 1903 ;
- le mont Saint-Cyr (sommet à Montmelard) et sa table d'orientation.

À moins de 30 minutes, en Bourgogne du Sud

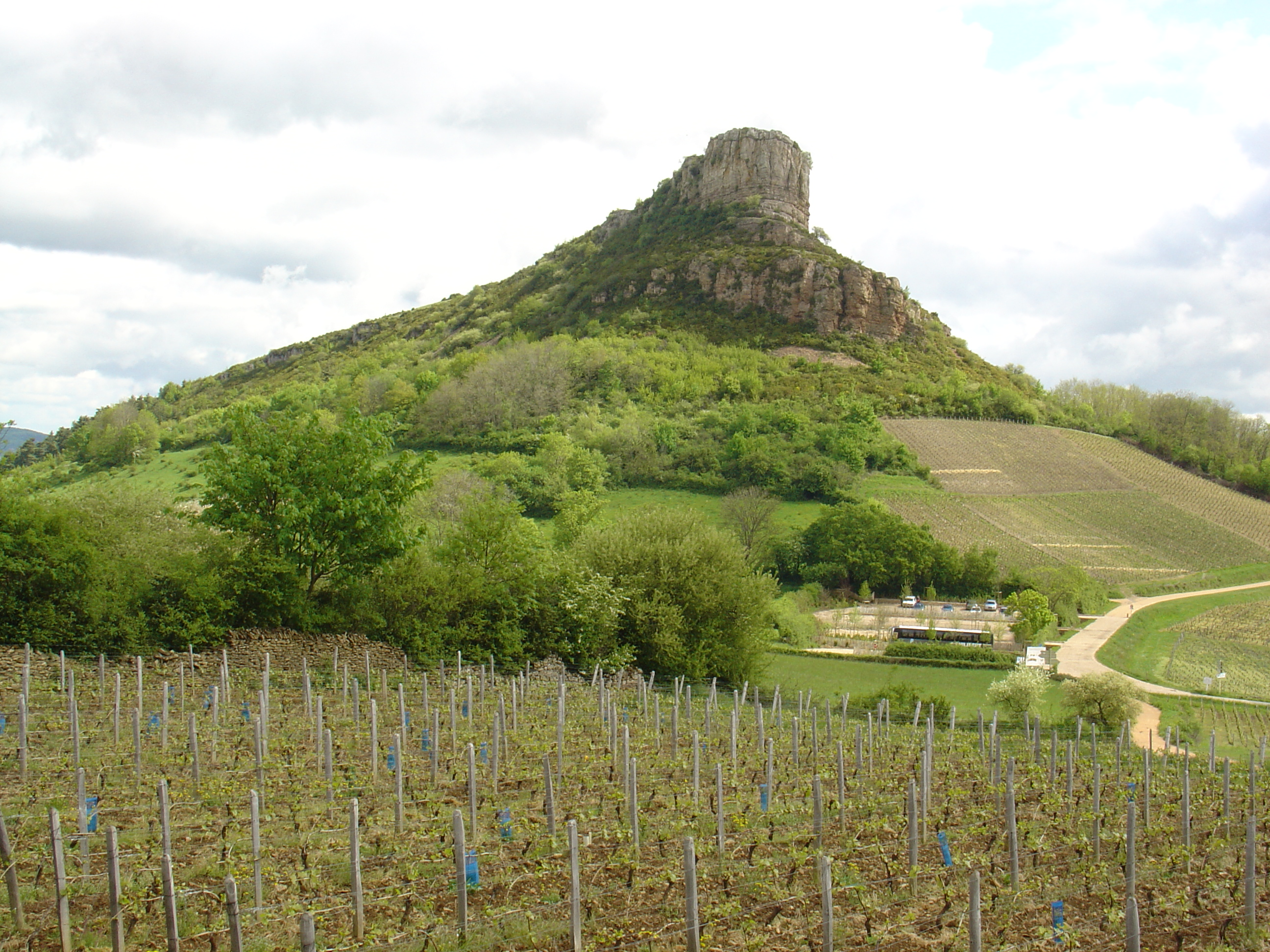
La Roche de Solutré en Bourgogne du Sud.

- la voie verte, espace pour piétons, vélos, cavaliers et rollers[2].
- les grottes d'Azé, avec leurs peintures rupestres ;
- la Roche de Solutré, grand site de France, et son musée de la préhistoire ;
- Cluny, ville médiévale et son abbaye, cité du cheval avec Equivallée et le Haras national de Cluny ;
- le vignoble du Mâconnais et celui du Beaujolais ;
- Taizé, centre œcuménique à vocation mondiale ;
- le château de Cormatin et le Val Lamartinien ;
- le canal du centre, qui traverse le département, reliant la Saône à la Loire ;
- Charolles, ville du Téméraire et cité de la race charolaise, Mâcon, Paray-le-Monial…

### Hydrographie

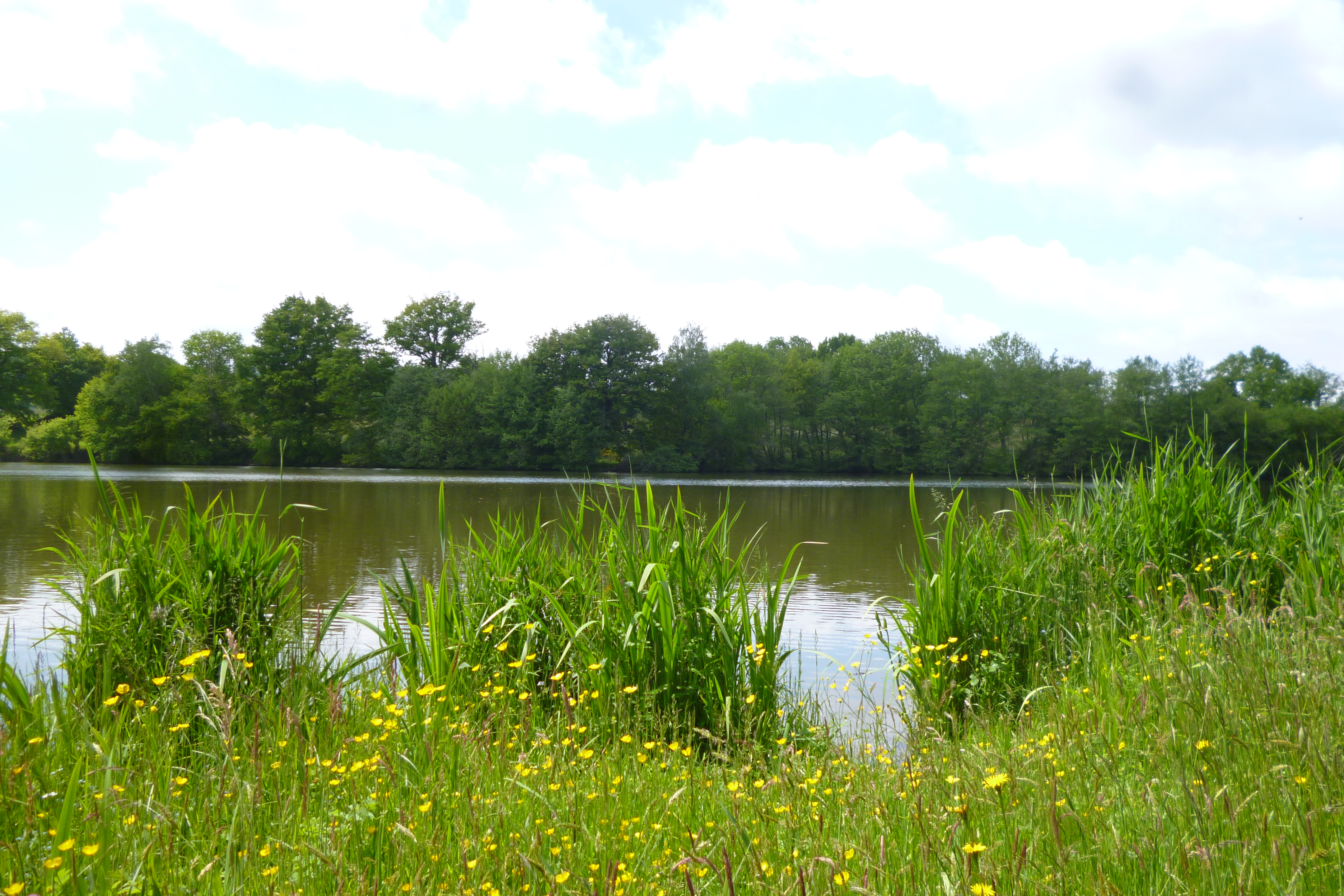
Vue sur l'étang de la Vernée.

On trouve des étangs avec une pêche autorisée et réglementée par cartes : le lac de Pézanin, au cœur de l'arboretum domanial de Pézanin (4 ha), et l'étang communal de la palissade.
Les plus grands étangs privés sont : l'étang de la Vernée (6 ha), et l'étang d'Audour (3 ha).
La ligne de partage des eaux Méditerranée/Atlantique passe sur la commune.

### Transports et voies de communications
Le Nord de la commune est traversé par la Route Centre-Europe Atlantique (RN 79) qui relie l'Est de la France à l'Ouest. Le tronçon dompierrois de la route est passé au gabarit autoroutier entre 2020 à 2022 avec l'aménagement à 2x2 voies entre le col des Vaux et La Chapelle-du-Mont-de-France et permettre la circulation à 110 km/h. Ces travaux de 51 millions d'euros s'inscrivent dans le cadre d'un chantier global d'un montant d'1,1 milliard d'euros, avec à Dompierre la construction d'un nouvel échangeur complet pour desservir le village et sa région et la zone industrielle Genève-Océan. Les aménagements ont également permis de rétablir la continuité écologique des cours d'eau et la création d'un passage à faune.
La commune est desservie par la  sortie no 8 Dompierre-les-Ormes, et est située en voiture :
- à 20 minutes de Mâcon (autoroute A6, autoroute A40 Mâcon-Genève, gare de Mâcon-Loché-TGV et gare de Mâcon-Ville) ;
- à 30 minutes de Paray-le-Monial (gare SNCF Paray-le-Monial) ;
- à 1 h 15 de Lyon[7] ;
- à 2 h de Genève[8] ;
- à 4 h 20 de Paris[9].

### Climat
Pour des articles plus généraux, voir Climat de la Bourgogne-Franche-Comté et Climat de Saône-et-Loire.
En 2010, le climat de la commune est de type climat océanique dégradé des plaines du Centre et du Nord, selon une étude du Centre national de la recherche scientifique s'appuyant sur une série de données couvrant la période 1971-2000. En 2020, Météo-France publie une typologie des climats de la France métropolitaine dans laquelle la commune est exposée à un climat de montagne ou de marges de montagne et est dans la région climatique Centre et contreforts nord du Massif Central, caractérisée par un air sec en été et un bon ensoleillement.
Pour la période 1971-2000, la température annuelle moyenne est de 10,7 °C, avec une amplitude thermique annuelle de 17 °C. Le cumul annuel moyen de précipitations est de 1 007 mm, avec 12 jours de précipitations en janvier et 8,3 jours en juillet. Pour la période 1991-2020, la température moyenne annuelle observée sur la station météorologique de Météo-France la plus proche, « Matour_sapc », sur la commune de Matour à 6 km à vol d'oiseau, est de 11,0 °C et le cumul annuel moyen de précipitations est de 1 029,8 mm. 
La température maximale relevée sur cette station est de 39 °C, atteinte le 24 juillet 2019 ; la température minimale est de −16,4 °C, atteinte le 5 février 2012,,.
Les paramètres climatiques de la commune ont été estimés pour le milieu du siècle (2041-2070) selon différents scénarios d'émission de gaz à effet de serre à partir des nouvelles projections climatiques de référence DRIAS-2020. Ils sont consultables sur un site dédié publié par Météo-France en novembre 2022.

## Urbanisme

### Typologie
Au 1er janvier 2024, Dompierre-les-Ormes est catégorisée commune rurale à habitat dispersé, selon la nouvelle grille communale de densité à sept niveaux définie par l'Insee en 2022.
Elle est située hors unité urbaine. Par ailleurs la commune fait partie de l'aire d'attraction de Mâcon, dont elle est une commune de la couronne,. Cette aire, qui regroupe 105 communes, est catégorisée dans les aires de 50 000 à moins de 200 000 habitants,.

### Occupation des sols
L'occupation des sols de la commune, telle qu'elle ressort de la base de données européenne d’occupation biophysique des sols Corine Land Cover (CLC), est marquée par l'importance des territoires agricoles (72,5 % en 2018), une proportion sensiblement équivalente à celle de 1990 (73,2 %). La répartition détaillée en 2018 est la suivante : prairies (64,3 %), forêts (25,8 %), zones agricoles hétérogènes (8,2 %), zones urbanisées (1,7 %). L'évolution de l’occupation des sols de la commune et de ses infrastructures peut être observée sur les différentes représentations cartographiques du territoire : la carte de Cassini (XVIIIe siècle), la carte d'état-major (1820-1866) et les cartes ou photos aériennes de l'IGN pour la période actuelle (1950 à aujourd'hui).

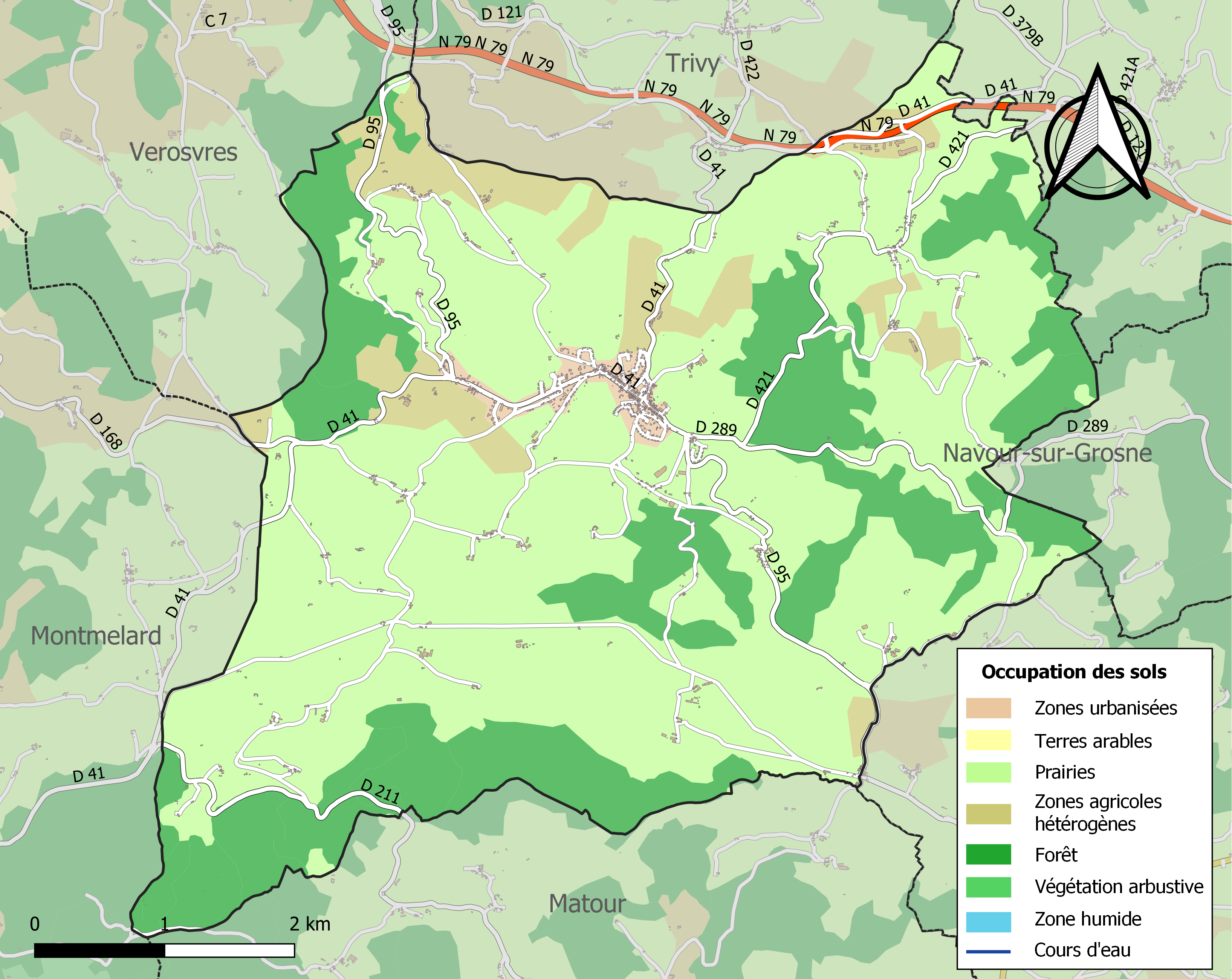
Carte des infrastructures et de l'occupation des sols de la commune en 2018 (CLC).

## Histoire

### Néolithique à la Révolution
Le nom de Dompierre ne paraît qu’en 951, mais le site était sûrement habité bien avant. À Audour, hameau situé au sud-est de Dompierre, le comte de Dortan découvrit en 1882 une sépulture néolithique contenant deux haches de grès poli, de nombreux débris se rapportant à l'âge du bronze : bracelets, tronçons d'épées, pointes de lances… Audour était donc habité depuis l'Antiquité et constituait un poste militaire, vu la grande quantité d'armes découvertes. Audour signifie d’ailleurs littéralement « à la forteresse », du celte Duros (forteresse). L'emploi de l'article étant banni dans la langue latine, cela situe le nom d'Audour à une époque où seul le celte était employé mais pas encore le latin.
Massan, hameau situé au nord du bourg de Dompierre, sur la route de Trivy, est cité dans les chartes de Cluny sous le nom de Vicamasaon Ager Masaonensi. C’était un « ager » dont dépendaient Montmelard, Trivy et Chalenforges (hameau actuel de Trivy).
En 1248 existait à Bois-du-Lin un hôpital destiné au soin des lépreux : Domnus Hospitalis de Bos Dolent. Une chapelle, datant du XVe ou XVIe siècle, fut détruite en 1785. Après avoir appartenu aux moines de Saint-Cyr, qui dépendait de l’abbaye Saint-Rigaud, située à Ligny-en-Brionnais, elle fut rattachée à l’ordre de Malte, aux chevaliers de Saint-Jean de Jérusalem.
Le hameau de Frouges dépendait du Beaujolais. La seigneurie de Frouges avait la justice sur Dompierre. Le château, avec forteresse et chapelle sous le nom de Saint-Eustache, fut détruit en 1420. En 1585, Pierre des Loges, seigneur de Frouges vendit sa terre de Frouges à Philibert de Fautrière, seigneur d’Audour. On a retrouvé divers ustensiles en fer sur l’emplacement du château.
Un château était situé dans le bourg de Dompierre, le château de La Faye, situé en face de l’église actuelle. En 1731, la seigneurie disparaît, terre et château passant au seigneur d’Audour.
Les églises successives de Dompierre ont été édifiées avec des blocs de pierres granitiques se trouvant sur place, sans doute des pierres de culte celtique christianisées, comme ce fut le cas pour de nombreuses églises très anciennes. Dompierre, située aux confins du Mâconnais, du Beaujolais, du Brionnais et du Charolais, relevait du bailliage de Mâcon, mais était une paroisse appartenant au diocèse d'Autun et qui payait ses impôts à la Recette de Semur-en-Brionnais.

### Après la Révolution

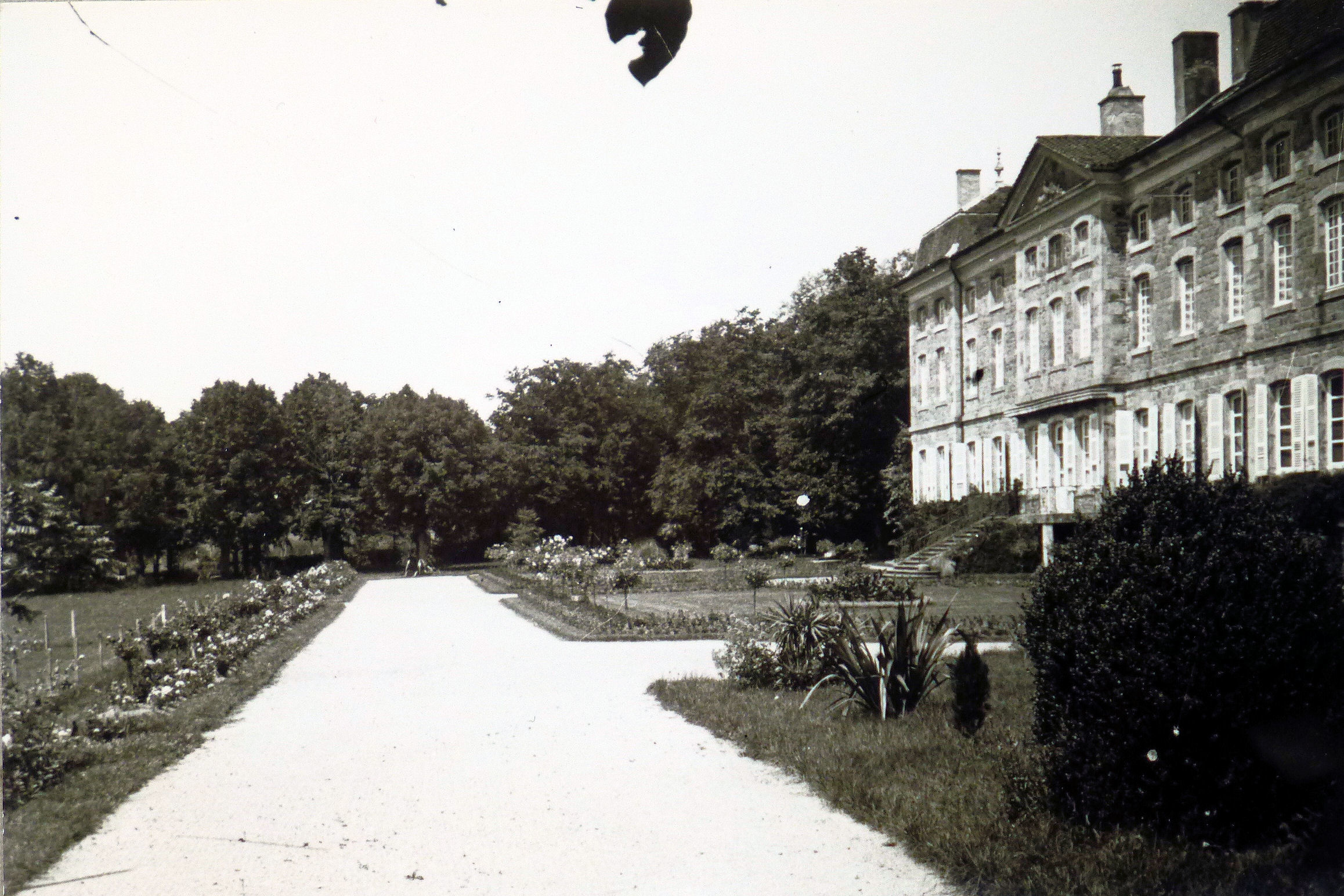
Château d'Audour à l'époque des Gaufridy de Dortan.

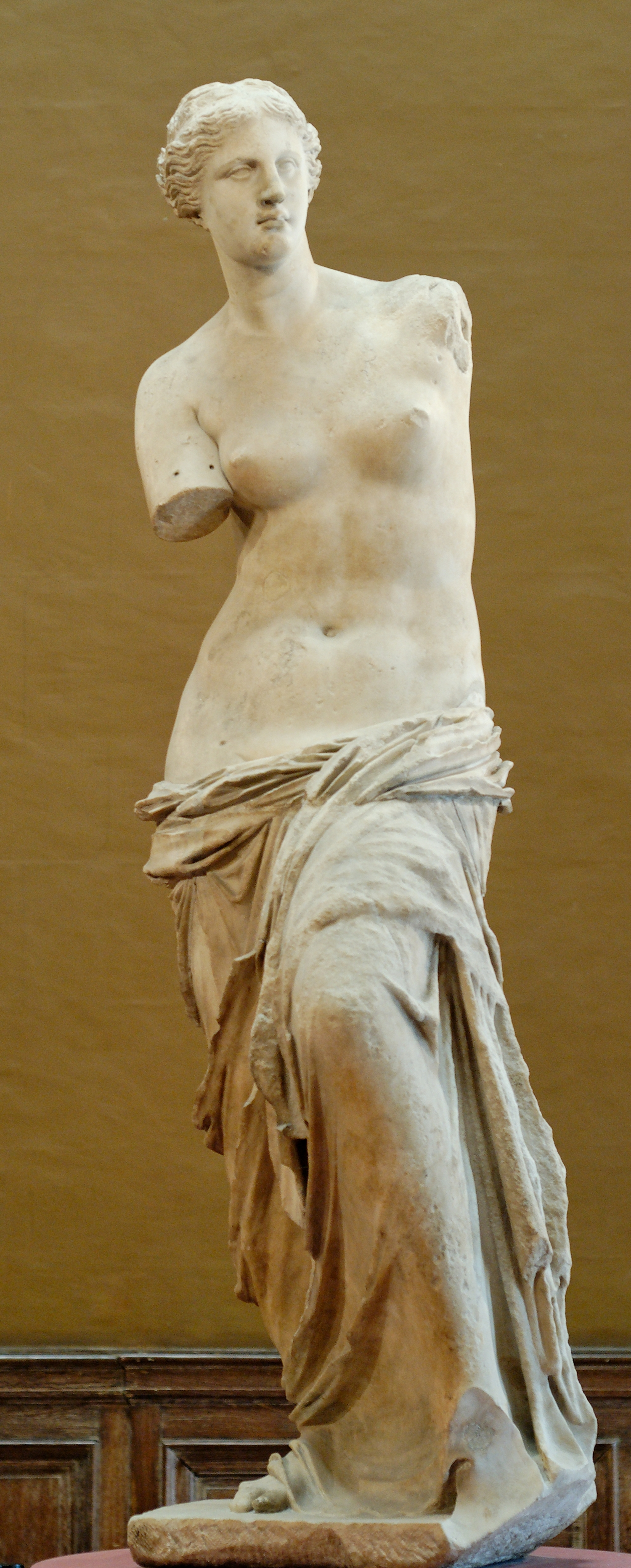
Vénus de Milo.

Le 28 juin 1799, le peintre Auguste de Forbin épouse à Dompierre Mélanie d'Audour de Dortan. Il héritera par ce mariage du château d'Audour.
En 1820, le comte de Marcellus, époux de Valentine de Forbin, la fille d'Auguste de Forbin, ramène la célèbre Vénus de Milo en France. Durant son périple depuis l'Empire ottoman la précieuse statue fait une halte au château d'Audour, avant d'être offerte à Paris au roi Louis XVIII.
La « Fronde cantonale de 1850 » fut un événement marquant de l'histoire du secteur de Dompierre. En effet, cette année-là, les maires, conseillers municipaux et notables de huit communes du canton (sur neuf communes) adressèrent une lettre au préfet de Saône-et-Loire afin que fût fixé à Dompierre le chef-lieu de canton au vu de l'aspect pratique que cela comporterait en plus de l'évidente prospérité économique du bourg, plus tard desservi par deux gares et ses importantes foires. Cette fronde sera décisive et ainsi, même si Matour garda le nom de chef-lieu, pour le perdre en 2015, tous les établissements publics (perception, gendarmerie) déménagèrent et furent installés à Dompierre.

### Seconde Guerre mondiale
Durant l'Occupation, un important réseau de résistance se mit en place en Saône-et-Loire, alors coupée en deux par la ligne de démarcation, au centre duquel la région joua un rôle important. Le département regroupe alors un nombre important de foyers communistes et les maquis sont faciles à mettre en place dans cette région boisée. Pour faciliter les communications, les maquis mettent en place un complexe réseau téléphonique clandestin à l'échelle du département, permettant d'échanger entre maquis. Cluny est alors surnommée « Lyon » pour tromper l'ennemi et est reliée à Salornay-sur-Guye dite « Détroit », Saint-Gengoux-le-National « Oslo », ou encore à Charolles « Québec ». Ce réseau, construit en 1944, s'étirera sur plus de 1 100 km de câbles.

### Depuis 1945
En 1965, la petite commune de Meulin, par décision de son conseil municipal, fusionne avec celle de Dompierre. La commune n'arrivait en effet plus à supporter l'entretien de ses infrastructures (chemins, école, mairie, église), compte tenu de sa faible population.
Depuis 1993, et à l'initiative du conseil municipal de Dompierre-les-Ormes et de celui qui fut longtemps le président national de l'association, M. Jean Prost, se réunissent tous les dix ans sur la commune les délégations des vingt-deux autres communes membres de l'Association des Dompierre de France. En 2013, 450 Dompierrois et Dompierrais de toute la France se sont retrouvés le 1er week-end de juillet à Dompierre-les-Ormes.
Dompierre a accueilli en 2012 le rassemblement national du Club Porsche 928 de France. Ainsi s'est déroulée en septembre 2014 la deuxième Montée Historique de Dompierre, dans laquelle 100 véhicules de prestige (voitures sportives, motos, side-cars...) ont pu effectuer sur deux jours un circuit particulièrement éclectique.
En 2012, a été adopté le plan local d'urbanisme (PLU) qui garantit la sauvegarde des paysages en limitant considérablement les zones constructibles et en protégeant les zones naturelles et la pérennité de l'activité agricole. De plus une grande partie de la commune est protégée dans le cadre du programme européen Natura 2000.
En septembre 2016 a eu lieu le Dompierre Classic, 3e Montée Historique de Dompierre-les-Ormes, durant 2 jours pendant lesquels 120 véhicules d'exception venus de toute l'Europe ont pu réaliser un circuit au cœur du village et un rallye dans toute la Bourgogne du Sud. Plusieurs milliers de spectateurs se sont pressés pour les admirer. Le Nationale d'élevage Bullmastiffs et Mastiffs s'est tenu à Dompierre en 2016. Le village accueille des manifestations sur la commune grâce à sa forte capacité d'hébergement, sa facilité d'accès, et ses infrastructures (Lab 71, stade, salle des fêtes polyvalente…).

## Toponymie
La commune tire son nom du latin Domnus Petrus et Domna Petra. Elle est citée sous ses noms dans une charte de Cluny dès 951. D’après une notice de l’abbé Mamessier sur Dompierre (1872), Domnus Petrus (Seigneur Pierre) viendrait d’un sanctuaire dédié à saint Pierre. Et un acte de 1456 mentionne une ancienne confrérie établie alors dans l’église de Dompierre en l’honneur de saint Pierre-ès-Liens.
Un acte du 17 mai 1598 désigne Dompierre-en-Mâconnais car le village dépendait du bailliage de Mâcon.
Un autre acte du 18 mai 1728 nomme Dompierre d’Audour, car il relevait de la justice des seigneurs d’Audour. Enfin, ce fut Dompierre-aux-Ormes, puis Dompierre-les-Ormes sans doute parce que des ormes y prospéraient.

## Politique et administration

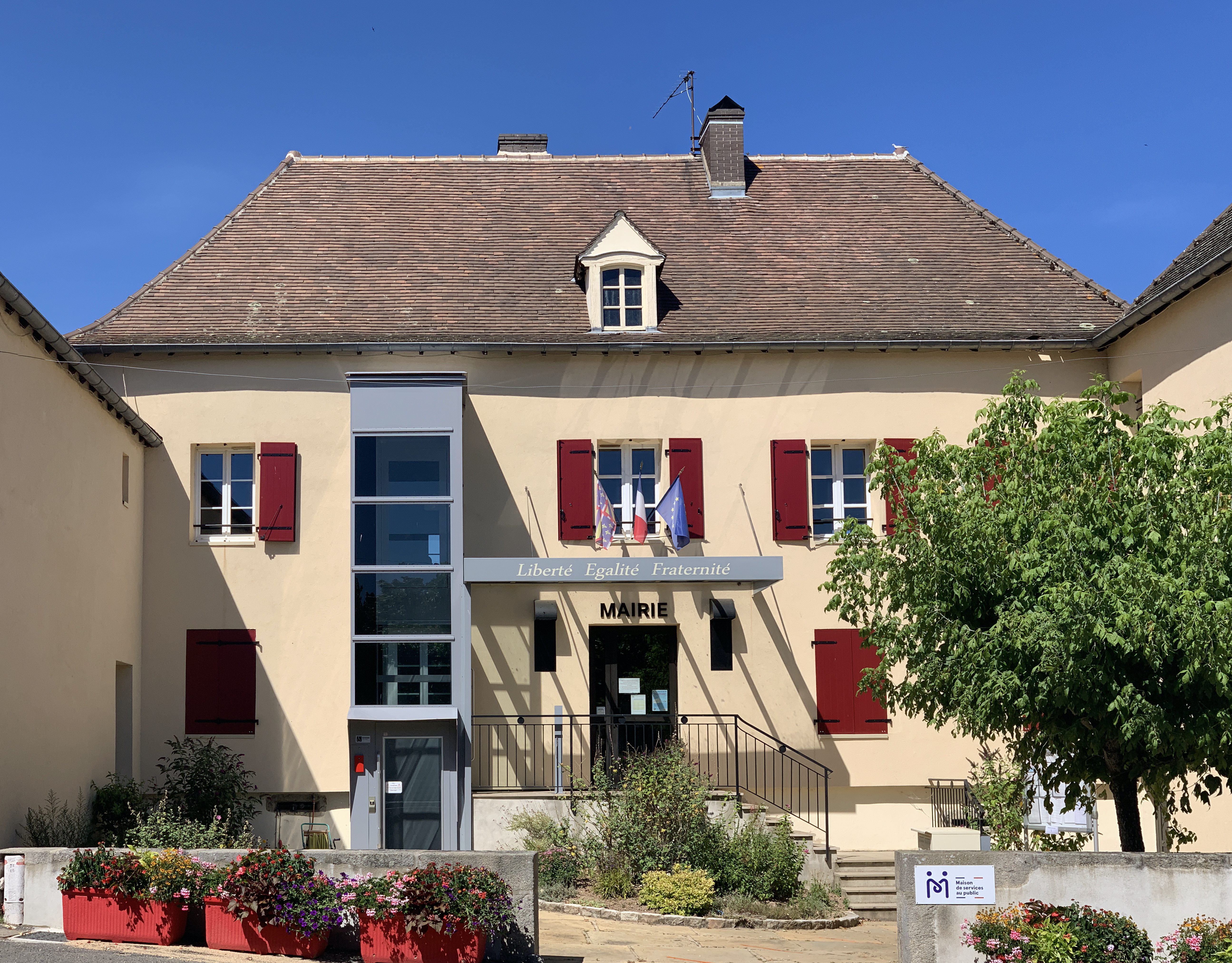
Mairie.

### Administration municipale

#### Intercommunalité
Dompierre-les-Ormes fait partie de la communauté de communes Saint-Cyr Mère Boitier entre Charolais et Mâconnais qui regroupe 7 838 habitants, répartis sur 18 communes.

#### Canton
En 2015 et à la suite de la disparition du canton de Matour, due au redécoupage cantonal de la Saône-et-Loire (passage de 57 à 28 cantons), Dompierre-les-Ormes intègre le nouveau canton de La Chapelle-de-Guinchay.

### Liste des maires

#### Maires de Dompierre-les-Ormes depuis la révolution (de 1793 à 1947)
| Période                                  | Période | Identité                | Étiquette | Qualité |
| ---------------------------------------- | ------- | ----------------------- | --------- | ------- |
| 1793                                     | 1795    | Étienne Deschizeaux     |           |         |
| 1795                                     | 1796    | Pierre-Grégoire Royer   |           |         |
| 1796                                     | 1796    | Louis Michon            |           |         |
| 1796                                     | 1800    | Claude Giroux           |           |         |
| 1800                                     | 1805    | Pierre-Grégoire Royer   |           |         |
| 1805                                     | 1815    | Étienne Deschiseaux     |           |         |
| 1815                                     | 1816    | Antoine Combier         |           |         |
| 1816                                     | 1818    | Richard Cortambert      |           |         |
| 1818                                     | 1820    | Richard Cortambert      |           |         |
| 1820                                     | 1824    | Pierre Auduc            |           |         |
| 1824                                     | 1831    | Pierre Auduc            |           |         |
| 1831                                     | 1834    | Francois-Vincent Dufour |           |         |
| 1834                                     | 1843    | François-Vincent Dufour |           |         |
| 1843                                     | 1849    | Jean-François Pondevaux |           |         |
| 1849                                     | 1852    | Jean-François Pondevaux |           |         |
| 1852                                     | 1860    | François-Vincent Dufour |           |         |
| 1860                                     | 1864    | Louis Bonnetain         |           |         |
| 1864                                     | 1871    | Louis Bonnetain         |           |         |
| 1871                                     | 1874    | Auguste Combier         |           |         |
| 1874                                     | 1876    | Jean-Pierre Goyard      |           |         |
| 1876                                     | 1881    | Adrien Pondevaux        |           |         |
| 1881                                     | 1885    | Jean Duranton           |           |         |
| 1885                                     | 1900    | Antoine Dellac          |           |         |
| 1900                                     | 1908    | Joseph Durand           |           |         |
| 1908                                     | 1947    | François-Honoré Graz    |           |         |
| Les données manquantes sont à compléter. |         |                         |           |         |

Le conseil municipal est composé de quinze membres qui élisent le maire de la commune. Les Dompierrois votent comme toutes les communes de France généralement tous les six ans pour élire leur nouveau conseil municipal.
Voir liste des maires de Meulin.

#### Maires de Dompierre-les-Ormes depuis 1947
| Période                                  | Période  | Identité              | Étiquette | Qualité |
| ---------------------------------------- | -------- | --------------------- | --------- | --- |
| 1947                                     | 1959     | Francis Descombes     |           | |
| 1959                                     | 1965     | François Dufour       | DVD       | |
| 1965                                     | 1983     | Philippe Malaud       | CNIP      | Conseiller général (1967-1992) Secrétaire d'État (1969-1973) Président du conseil général de Saône-et-Loire (1970-1979) Ministre de la Fonction publique (1973-1974) Député (1973-1981) Ministre plénipotentiaire honoraire (1975-2007) |
| 1983                                     | 2001     | Jean-Patrick Courtois | RPR       | Conseiller général (1992-1998) 1er vice-président du conseil général de Saône-et-Loire (1992-1998) Sénateur (1995-2015) Vice-président du Sénat Président de la communauté de communes de Matour et sa région (1992-2001)               |
| 2001                                     | 2014     | Christian Mazué       |           | |
| 2014                                     | 2020     | Michel Pourcelot      | UDI (PR)  | |
| 2020                                     | en cours | Géraldine Auray       | DVD       | Comptable, conseillère départementale depuis 2021 |
| Les données manquantes sont à compléter. |          |                       |           | |

### Police
Dompierre-les-Ormes dispose d'une caserne de la Gendarmerie nationale, située rue de la gendarmerie et reconstruite en 2002.

### Secours
Le centre d'incendie et de secours situé au bourg compte 21 pompiers dont le secteur comprend 5 communes et 2 000 habitants. La moitié des interventions (167 en 2015) concernent du secours à la personne et un quart du secours routier, très important avec la proximité de la Route Centre Europe Atlantique (RCEA) qui traverse le secteur d'intervention.

### Politique environnementale

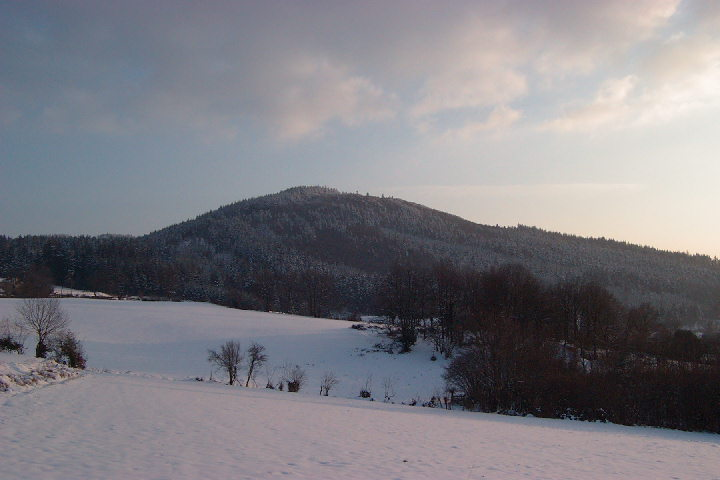
Le mont Saint-Cyr en hiver.

Près d'un quart de la surface de la commune est couverte de forêt, soit plus de 700 hectares boisés. Ces espaces sont répertoriés et constitue la trame verte.
Une grande partie de la commune est classée en zone Natura 2000, afin de préserver une espèce de crapaud devenu très rare, le sonneur à ventre jaune. De plus, tout le sud de la commune est classé en zone fonctionnelle de nature remarquable (ZNIEFF2) et la base du mont Saint-Cyr est classée en zone écologique de nature remarquable (ZNIEFF1).
On trouve sur la commune certaines espèces rares et protégées, avec par exemple la chevêchette d'Europe (chouette), la bruyère cendrée… certains habités par l'Arboretum de Pézanin.
Le Lab 71, géré par le conseil départemental de Saône-et-Loire est le pôle développement durable de Saône-et-Loire, et développe ses activités à destination des scolaires principalement.

### Jumelages
La commune est jumelée avec la ville de Velké Popovice, située en Bohême Centrale au sud de Prague ( République tchèque) et fait partie de l'Association des Dompierre de France, réunissant vingt-trois villages et villes françaises dont le nom est composé de « Dompierre ».

### Endettement
La dette de la commune était de 1 462 000 € en 2014, soit environ 1 501 € par habitant (moyenne de la strate : 596 € par habitant), ramené en 2018 à 696 000 €, soit  728 € par habitant.

## Population et société

### Enseignement
Écoles : Dompierre-les-Ormes a conclu un RPI avec la commune de Montmelard, ce qui permet de conserver une classe à Montmelard. En 2015, 135 enfants étaient scolarisés au sein du RPI. La rentrée 2013 s'est faite dans le nouveau groupe scolaire regroupant dans un même bâtiment, basse consommation et de plain pied, les écoles maternelles et élémentaires. L'implantation de la nouvelle école à proximité du pôle sportif (stades, piscines...) permet la pratique régulière d'activités.
Crèche : La halte-garderie Mille Pattes accueille les enfants dès l'âge de 3 mois,. Cette structure est gérée par le Service Enfance Jeunesse de la communauté de communes.
Bibliothèque : Sur la place Philippe-Malaud, adossée à la mairie, se trouve la bibliothèque municipale qui prête des ouvrages propres ou appartenant à la BDSL (Bibliothèque départementale de Saône-et-Loire).

### Démographie
L'évolution du nombre d'habitants est connue à travers les recensements de la population effectués dans la commune depuis 1793. Pour les communes de moins de 10 000 habitants, une enquête de recensement portant sur toute la population est réalisée tous les cinq ans, les populations de référence des années intermédiaires étant quant à elles estimées par interpolation ou extrapolation. Pour la commune, le premier recensement exhaustif entrant dans le cadre du nouveau dispositif a été réalisé en 2004.

En 2022, la commune comptait 883 habitants, en évolution de −3,6 % par rapport à 2016 (Saône-et-Loire : −1,06 %, France hors Mayotte : +2,11 %).
| 1793  | 1800  | 1806  | 1821  | 1831  | 1836  | 1841  | 1846  | 1851  |
| ----- | ----- | ----- | ----- | ----- | ----- | ----- | ----- | ----- |
| 1 264 | 1 252 | 1 019 | 1 099 | 1 466 | 1 335 | 1 390 | 1 444 | 1 460 |

| 1856  | 1861  | 1866  | 1872  | 1876  | 1881  | 1886  | 1891  | 1896  |
| ----- | ----- | ----- | ----- | ----- | ----- | ----- | ----- | ----- |
| 1 508 | 1 501 | 1 460 | 1 479 | 1 413 | 1 448 | 1 501 | 1 414 | 1 347 |

| 1901  | 1906  | 1911  | 1921  | 1926  | 1931  | 1936  | 1946 | 1954 |
| ----- | ----- | ----- | ----- | ----- | ----- | ----- | ---- | ---- |
| 1 324 | 1 346 | 1 306 | 1 191 | 1 157 | 1 061 | 1 030 | 909  | 863  |

| 1962 | 1968 | 1975 | 1982 | 1990 | 1999 | 2004 | 2006 | 2009 |
| ---- | ---- | ---- | ---- | ---- | ---- | ---- | ---- | ---- |
| 770  | 909  | 866  | 844  | 833  | 792  | 790  | 815  | 922  |

| 2014 | 2019 | 2022 | - | - | - | - | - | - |
| ---- | ---- | ---- | - | - | - | - | - | - |
| 923  | 889  | 883  | - | - | - | - | - | - |

 Attention, tableau et histogramme ne prennent en compte que la population de Dompierre (sans Meulin) jusqu'en 1965, d'où une hausse de population au recensement de 1968.

### Vie associative
Dompierre est un village qui compte un bon nombre d'associations. Le Foyer rural par exemple est le deuxième plus gros foyer de Saône-et-Loire avec plus de 250 adhérents. Le Comité des Fêtes, ainsi que d'autres associations rythment la vie locale. Depuis quelques années, un jardin partagé a été créé au Haut-de-la-garde.

### Santé

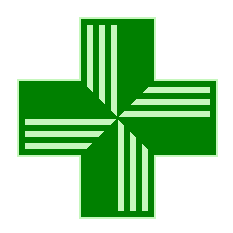

La commune dispose de différents cabinets et officines :
- un médecin généraliste,
- un cabinet infirmier,
- une ostéopathe,
- un psychothérapeute,
- deux kinésithérapeutes,
- une pharmacie.

La commune assure les services de santé pour les communes alentour qui en sont dépourvues.

### Logement
La mairie possède un parc locatif de 20 logements (soit 3,5 % des logements dompierrois) faisant partie des 6 300 mètres carrés de son important patrimoine bâti comprenant outre les logements, des entrepôts, garages, églises, immeubles administratifs, etc.
Les logements se composent de 505 maisons individuelles et 68 appartements, dont 61 logements sociaux (10,5 % des logements).

## Économie

### Agriculture

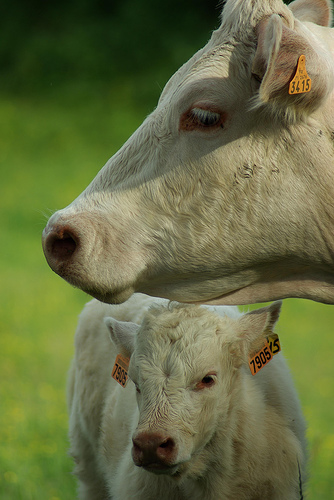
Une charolaise et son veau, race très présente sur la commune.

Au 31 décembre 2010, l'agriculture représentait 33 % des entreprises dompierroises, soit 41 établissements.
Dompierre est une zone principalement d'élevage dans le domaine agricole, et située au cœur du berceau de la race charolaise. En 2010, on dénombrait sur la commune et sur l'année :
- environ 1 200 vaches allaitantes, qui élèvent leur veau ;
- 800 chèvres issues de cinq élevages, et qui produisent du lait, dont la majeure partie est transformée en fromage AOC ou AOP ;
- quelque 100 000 volailles destinées aux abattoirs locaux ;
- et une production d'un million de litres de lait de vache au cours d'une année[51].

### Industrie et artisanat
Le long de la RCEA s'est créée sous l'impulsion de la municipalité la zone industrielle Genève-Océan-Les Prioles, gérée en intercommunalité et qui est la plus importante de la communauté de communes. Une centaine de salariés y travaillent dans des domaines variés comme la réparation auto et poids-lourds, les automatismes, l'ingénierie et impression en 3D, la charpente ou encore la carrosserie de camion,.
En 2016, deux nouvelles implantations ont lieu : une nouvelle fromagerie qui permettra l'affinage de 200 tonnes de fromages de chèvres AOP charolais et créera 10 nouveaux emplois, ainsi que la Coopérative forestière Bourgogne Limousin qui déménage pour installer ses activités en Saône-et-Loire à Dompierre-les-Ormes avec une vingtaine de techniciens et ingénieurs sur place à terme.
La commune est l'une des premières villes rurales du département desservie par la fibre optique. Le très haut débit va permettre de donner aux industriels, artisans et habitants dompierrois une excellente qualité et rapidité de réseau internet et d'augmenter l'attractivité du village. Les entreprises qui s'installent choisissent la commune pour son cadre de vie et sa proximité avec les grandes infrastructures, particulièrement dans les transports (RCEA, autoroutes, TGV).

#### Les zones d'activités
- Zone industrielle communautaire Genève-Océan-Les Prioles, 13 entreprises ;
- Zone artisanale de Chassigneux, 7 entreprises ;
- Zone artisanale de la Gare, 2 entreprises.

### Commerces et services
On trouve au bourg de Dompierre divers commerces alimentaires et de services de proximité (épicerie, hôtel-restaurant, snack-pizzeria, tabac-presse, café, boucherie, boulangeries...), ainsi que des assurances et banques, avec distributeur de billets. Dompierre est l'un des seuls bourgs commerciaux de la communauté de communes.
Plusieurs fromageries produisent et vendent les fromages AOP (Appellation d'Origine Protégée) locaux (fromages charolais).

## Culture locale et patrimoine

### Sports et loisirs
Sur le plan des loisirs et du sport, la commune possède un grand stade pour le football qui sert particulièrement aux matchs et entrainements du FCDM (Football Club Dompierre-Matour), un terrain multisport (handball, basketball…) deux terrains de tennis et deux terrains de pétanque, ainsi que de nombreux chemins de randonnée.
Le Trail du Haut-Clunysois, qui a lieu chaque année au départ d'une commune de la communauté de communes est une compétition sportive réunissant à chaque édition plusieurs centaines de participants, français et internationaux, venus s'affronter sur les montagnes et reliefs entourant le village.
Les sentiers de l'arboretum sont parfaitement adaptés à la pratique du jogging ou de la marche. De plus, une sudokache de géocaching y est cachée.
Le Sentier de grande randonnée 7 (GR7) passe sur la commune, suivant la ligne de partage des eaux Méditerranée/Atlantique.

### Office du Tourisme des Verts Vallons de Sud-Bourgogne

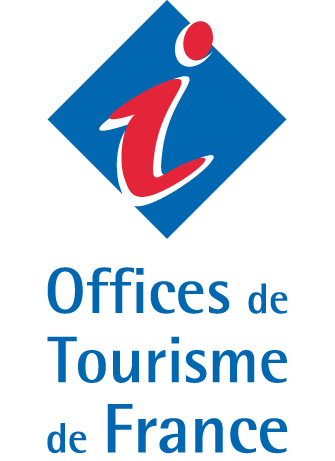

Dompierre-les-Ormes étant le 1er hébergeur touristique de la communauté de communes, l'Office du Tourisme des Verts Vallons de Sud-Bourgogne a ouvert une antenne Grande Rue, avec un animateur chargé de renseigner les touristes et de leur faire découvrir l'offre touristique de la région.

### Activité touristique
Avec de nombreuses maisons secondaires et logements de vacances, l'été est la saison durant laquelle la population de Dompierre double. L'activité touristique est particulièrement liée à la fréquentation de l'arboretum de Pézanin (25 000 visiteurs par an, l'un des cinquante sites les plus fréquentés de Bourgogne) et du Lab 71 (15 000 visiteurs en 2011).
On trouve à Dompierre des chambres d'hôtes et des gîtes ruraux, un camping ombragé du Village des Meuniers, ainsi que le Domaine des Monts du Mâconnais qui complète l'offre avec des chalets et des hébergements plus insolites avec des roulottes par exemple,.
La Bourgogne du Sud attire aussi grâce au tourisme lié aux vins (œnotourisme). Le pays mâconnais est en effet reconnu par le label Vignobles & découvertes.

### Lieux et monuments

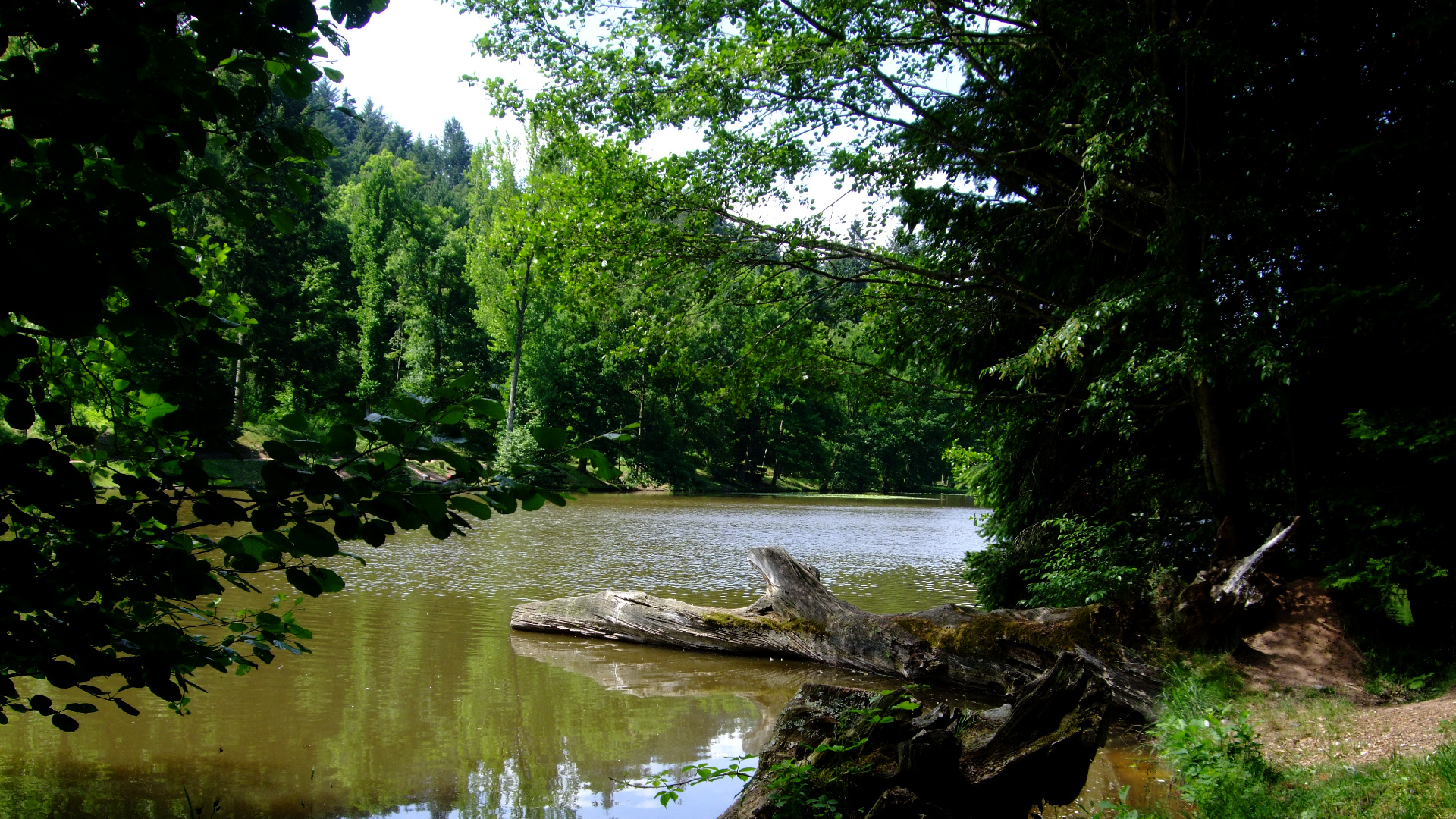
Arboretum de Pézanin.

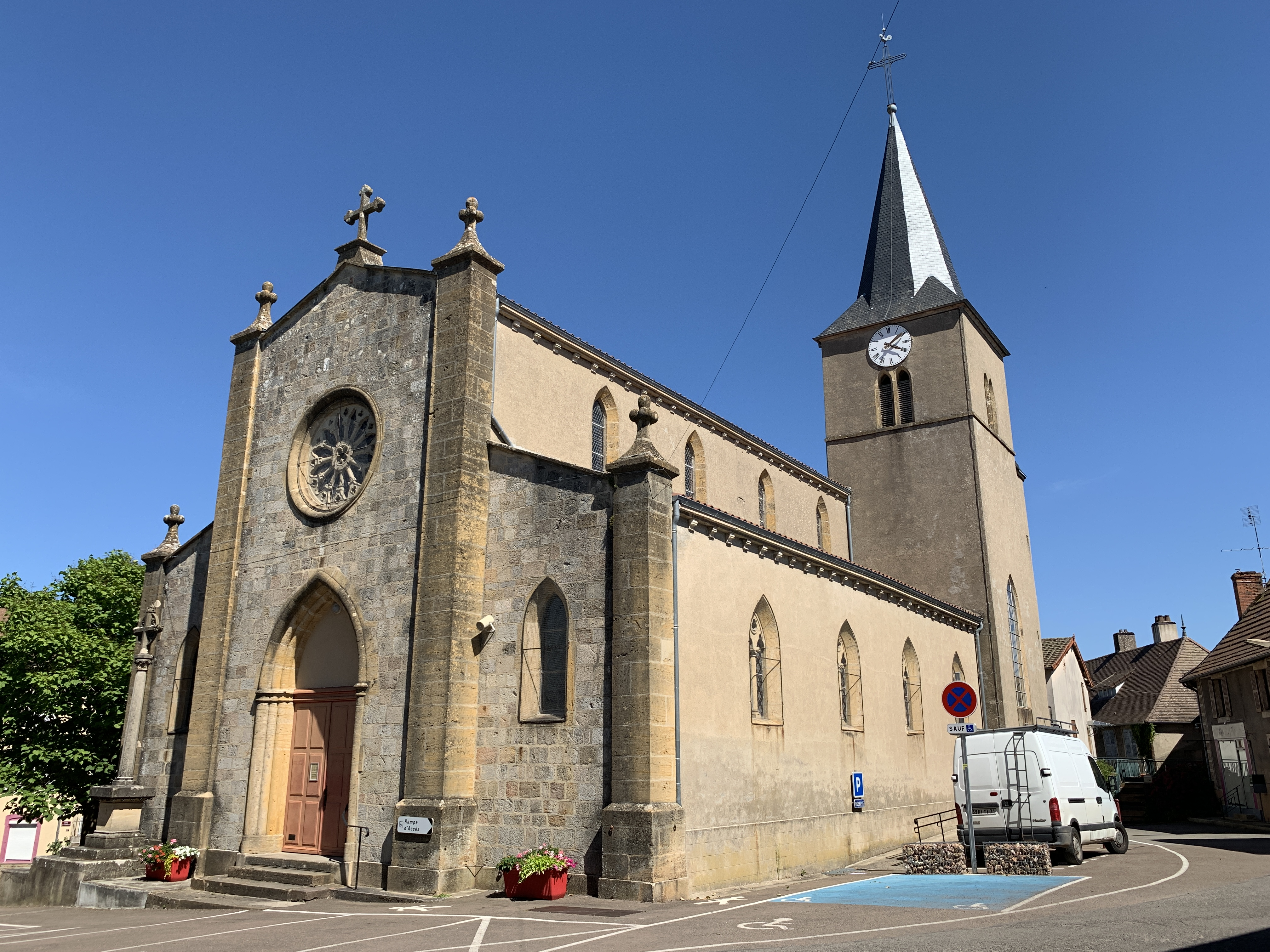
Église Saint-Antoine d'Égypte.

#### Monuments
- Le château d'Audour  Inscrit MH (1971), décrit par Alphonse de Lamartine comme un « caravansérail d'Orient[64] » ;
- L'arboretum domanial de Pézanin, l'un des sites les plus visités de Bourgogne ;
- Le Lab 71 ;
- L’église paroissiale dédiée à saint Antoine d'Égypte, construite en 1847 et consacrée en 1858.
- L'église Saint-Pierre-et-Saint-Paul de Meulin,
- Les anciennes constructions liées à la ligne de chemin de fer[65] : la gare, le château d'eau, le viaduc du Grand Chemin (long de 65 m et haut de 31 m), le tunnel de Longvergne (long de 588 m).

#### Lieux
- Le mont Saint-Cyr, 771 mètres point culminant de la Bourgogne du Sud, et ses tables d'orientation (dont le sommet se situe à Montmelard) ;
- Meulin, ancien village, avec son bourg et son église.

### Produits du terroir
Les viandes et volailles, la célèbre vache charolaise originaire de la région et la volaille de Bresse.
Les fromages, fabriqués au lait cru comme l'Appellation d'Origine Protégée fromage de chèvre charolais, produits et affinés par des fromageries de la commune.
La gaufrette mâconnaise, fabriquée exclusivement à Mâcon, le bouchon mâconnais, chocolat au marc de Bourgogne et l'idéal maconnais.
Les vins du Mâconnais : Mâcon blanc, Saint-Véran, Pouilly-Fuissé, etc.

### Personnalités liées à la commune

#### Politiques
- Jean-Patrick Courtois (né en 1951), homme politique, sénateur-maire de Dompierre entre 1983 et 2001, vice-président du Sénat, maire de Mâcon depuis 2001.
- Pierre Dufour (1901-1986), député de la deuxième circonscription de Saône-et-Loire, entre 1958 et 1962.
- Philippe Malaud (1925-2007), diplomate et homme politique, ministre et député-maire de Dompierre entre 1965 et 1983. La place de la mairie porte son nom.

#### Liées auchâteau d'Audour
- Famille de Damas, grande famille de la noblesse française, édificateurs du château d'Audour tel qu'on peut le voir aujourd'hui.
- Famille de Vilmorin.
- Le comte Charles de Dortan, militaire et député aux États généraux de 1789. Il épousera Thérèse de Damas et deviendra donc seigneur d'Audour.
- Le comte Auguste de Forbin (1777-1841), peintre et élève de David, écrivain, archéologue, directeur du musée du Louvre, se marie à Dompierre avec la fille du comte de Dortan, et devient ainsi seigneur d'Audour.
- Le comte de Marcellus (1795-1861), diplomate, il épousera Valentine de Forbin, fille d'Auguste de Forbin. Il est connu pour avoir ramené la Vénus de Milo en France.
- Le peintre François Marius Granet (1775-1849), rédigera ses mémoires au château d'Audour, chez Valentine de Forbin (comtesse de Marcellus).
- Le poète Alphonse de Lamartine (1790-1869), qui y effectuera aussi des séjours, et écrira en 1862 du château d'Audour : « c'est un château de Marie Stuart dans un paysage écossais[68] ».
- Philippe de Vilmorin (1872-1917), botaniste, créateur de l'Arboretum de Pézanin[69].
- Louise de Vilmorin (1902-1969), écrivain, fille de Philippe de Vilmorin[70], elle sera fiancée à Antoine de Saint-Exupéry, épousa en 1925 Henry Leigh Hunt dont elle divorca, puis en 1938 le comte Paul Pálffy ab Erdőd. Elle divorcera à nouveau en 1943 et finira sa vie avec André Malraux.

#### Autres
- Eugène Cortambert (1805-1881), géographe, professeur de géographie à Paris, puis conservateur de la section de géographie de la Bibliothèque nationale, secrétaire général de la Société de géographie. Une rue du 16e arrondissement de Paris porte son nom.
- Olivier Gatille, ancien boulanger dompierrois, a été meilleur apprenti de France (1995), trois fois gagnant du concours de la pièce artistique en boulangerie et champion du monde de boulangerie en 2009 dans le cadre du Salon international de la restauration de l'hôtellerie et de l'alimentation (SIRHA)[71],[72].

## Galerie

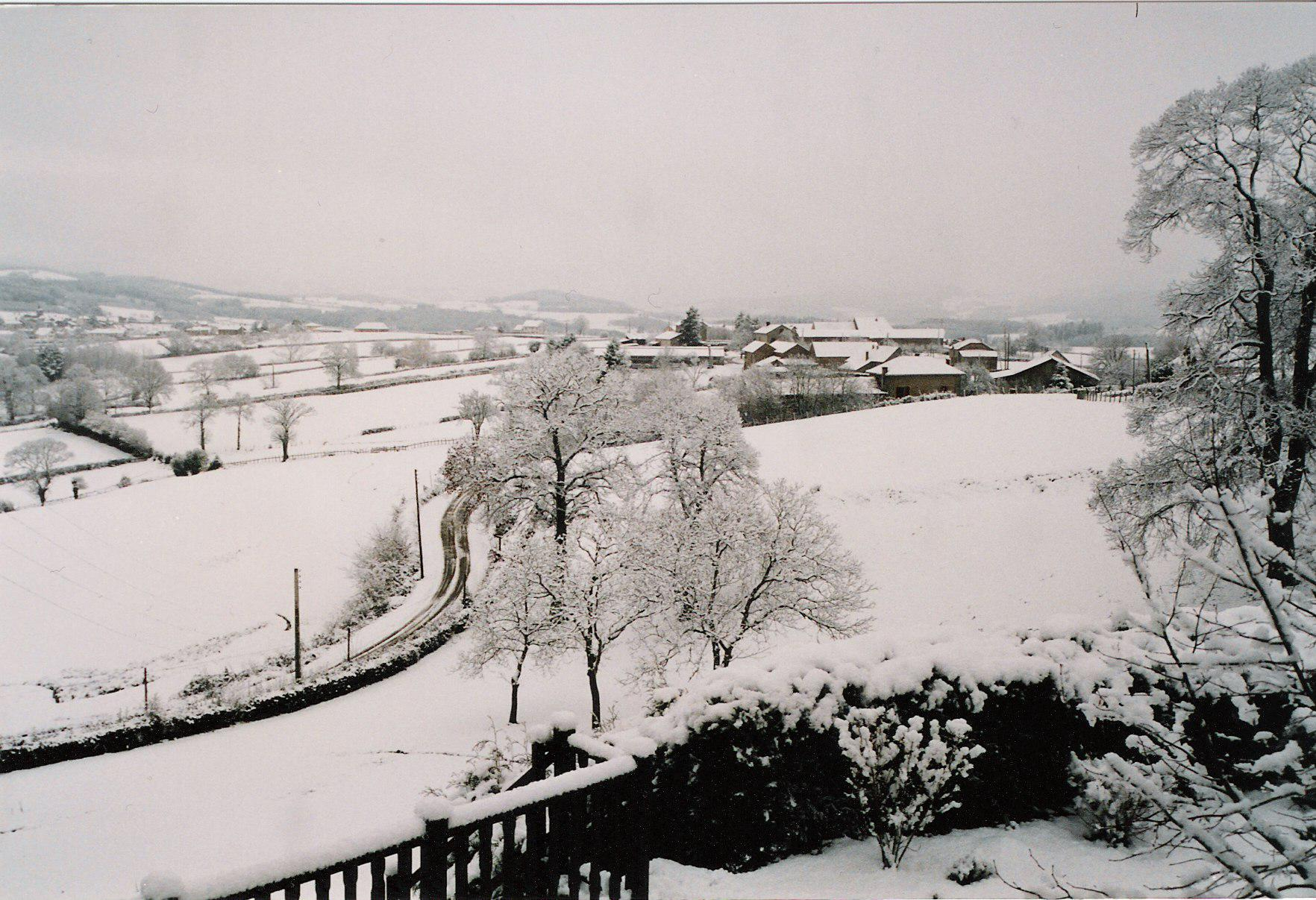
Hameau sous la neige (1993).
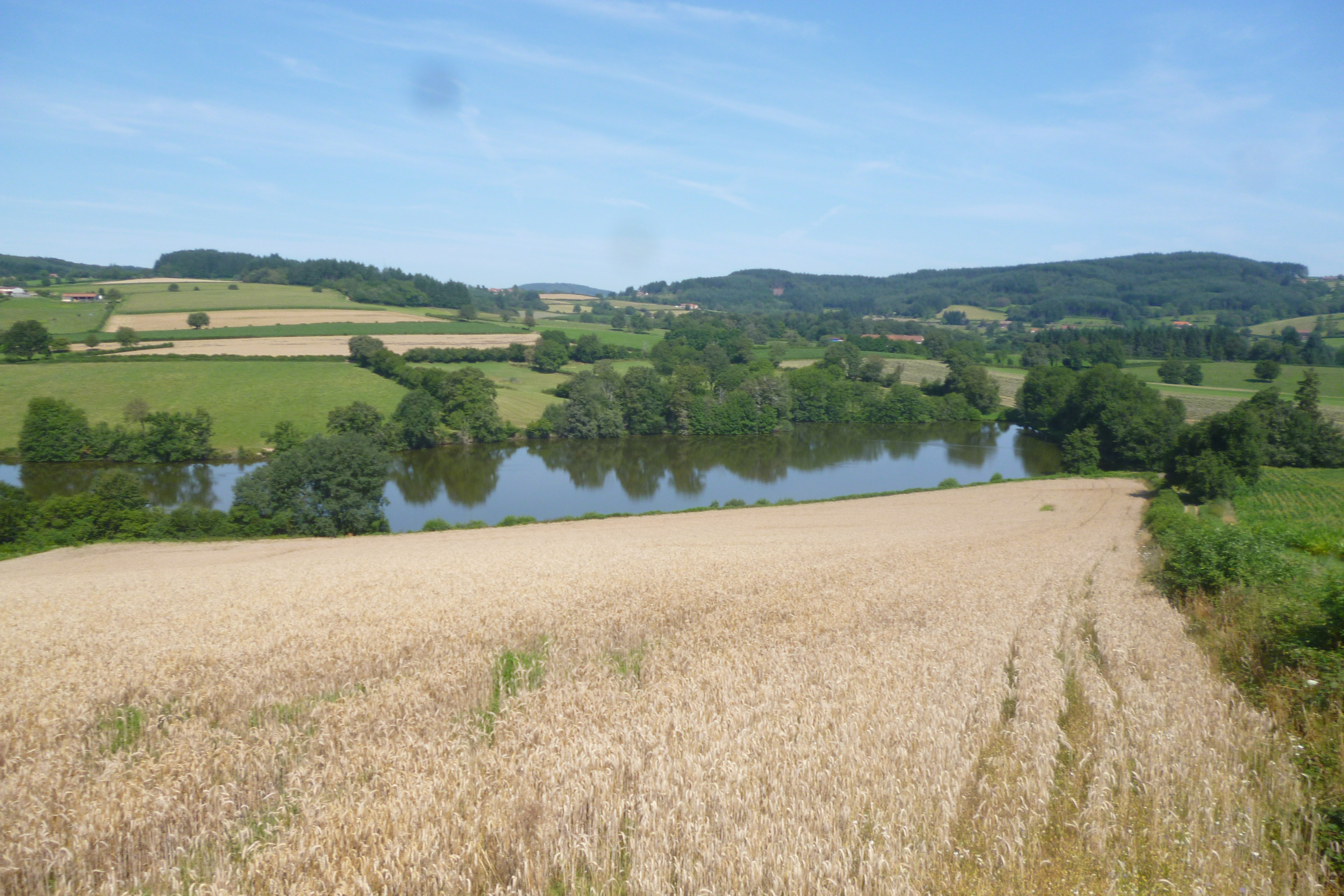
Champs de blé et étang.
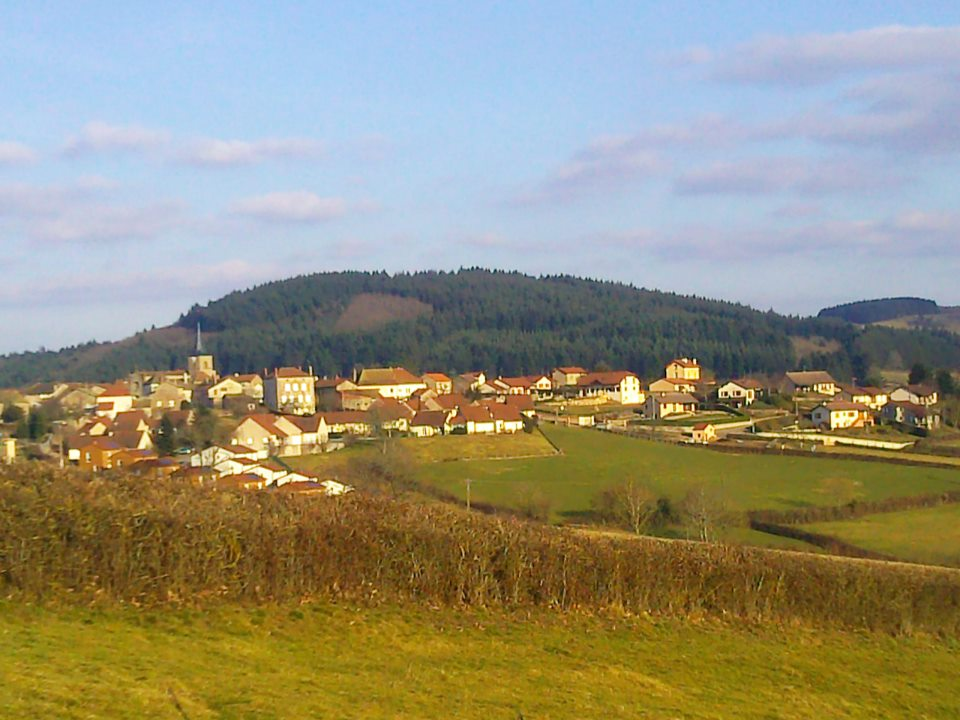
Un soir d'hiver.
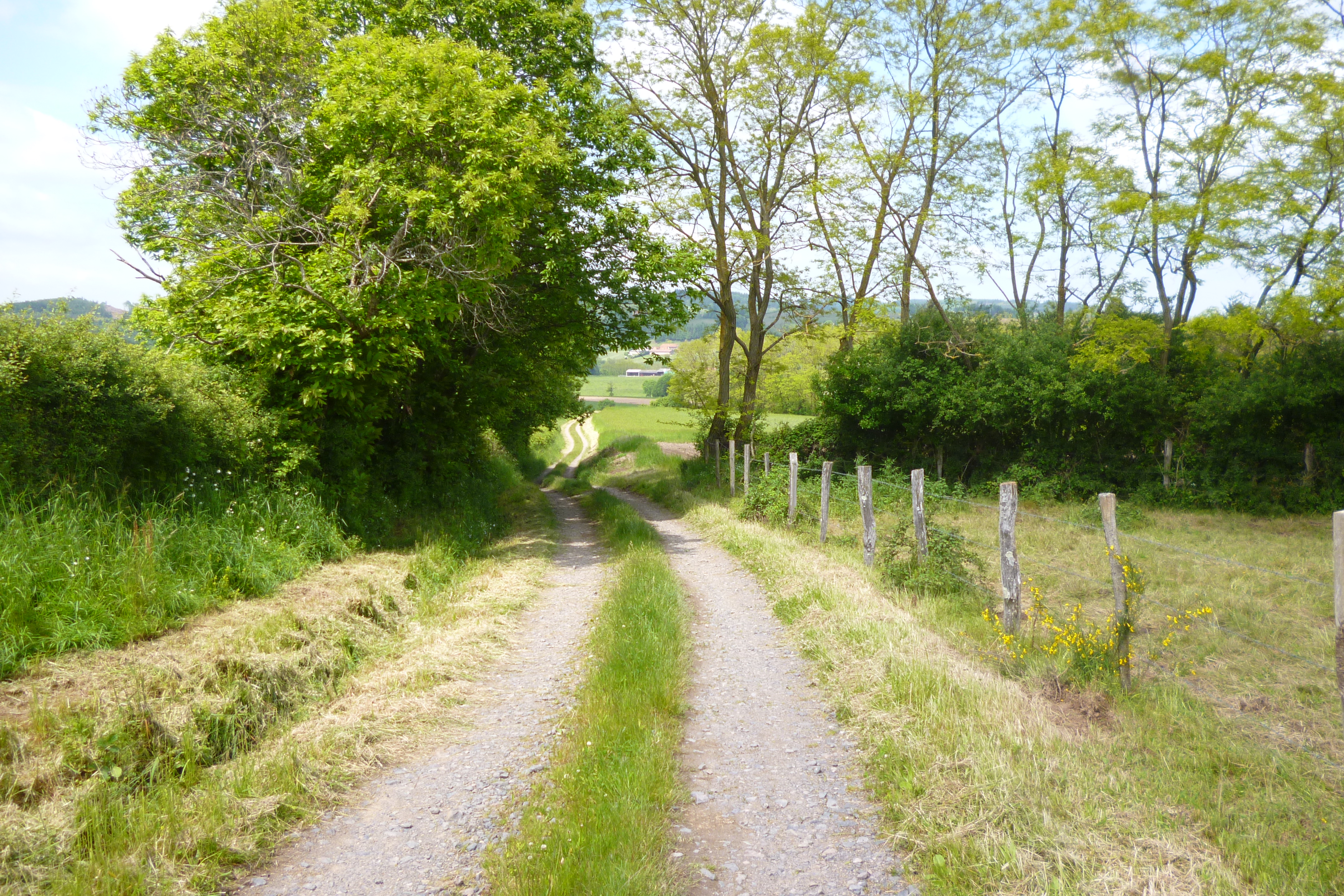
Chemin du bourg à la Vernée.
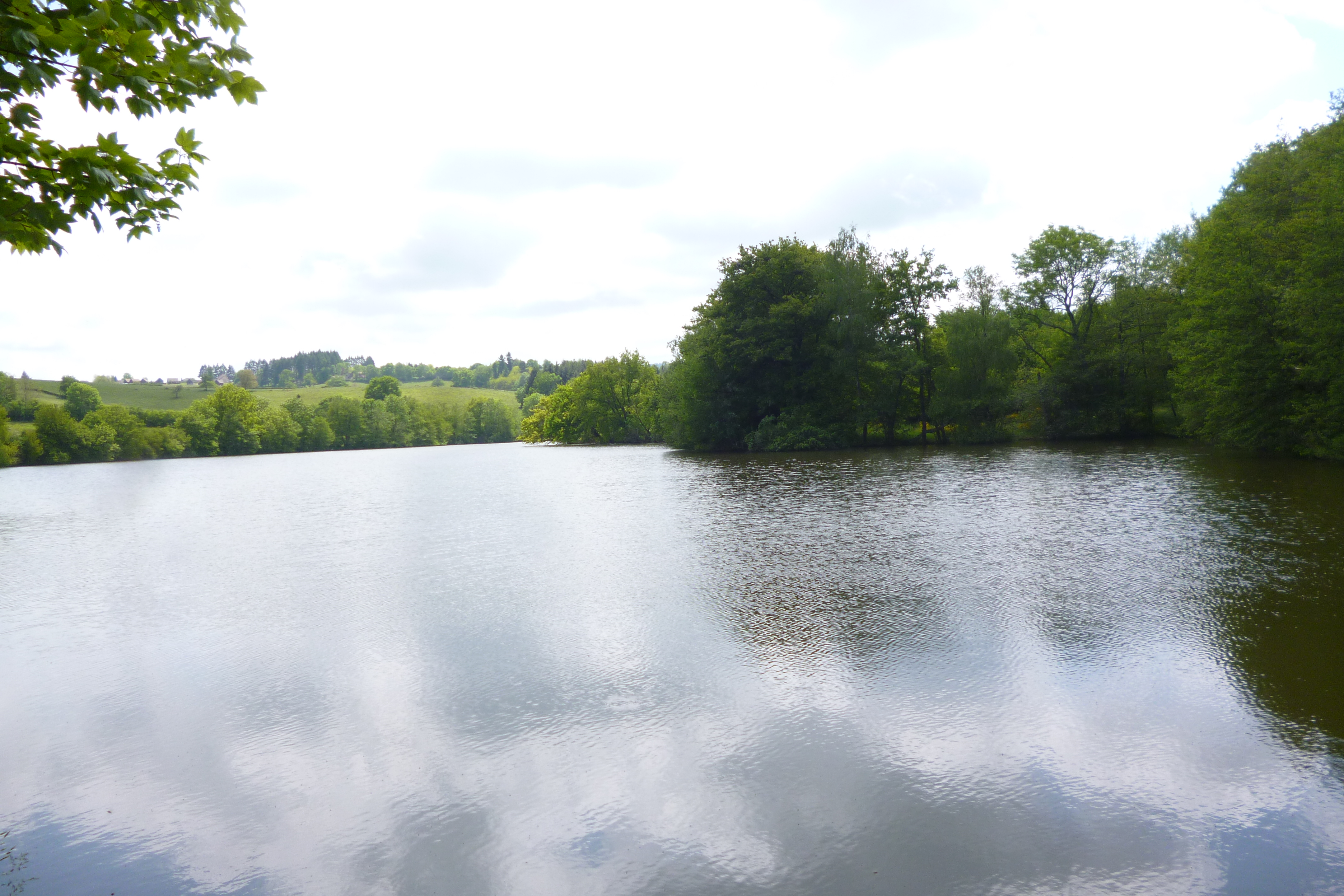
Vue depuis l'étang.
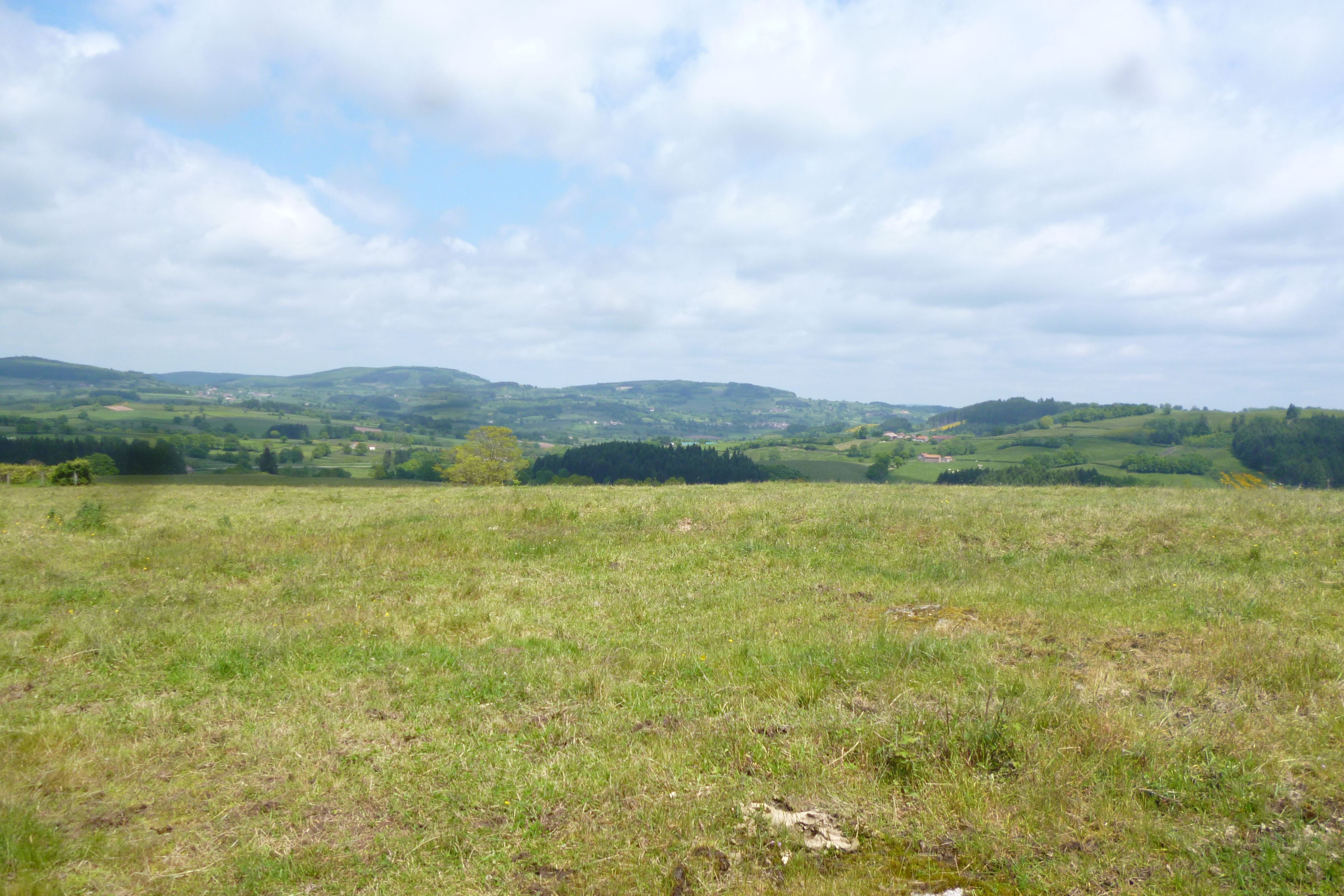
Vue sur les collines alentour.
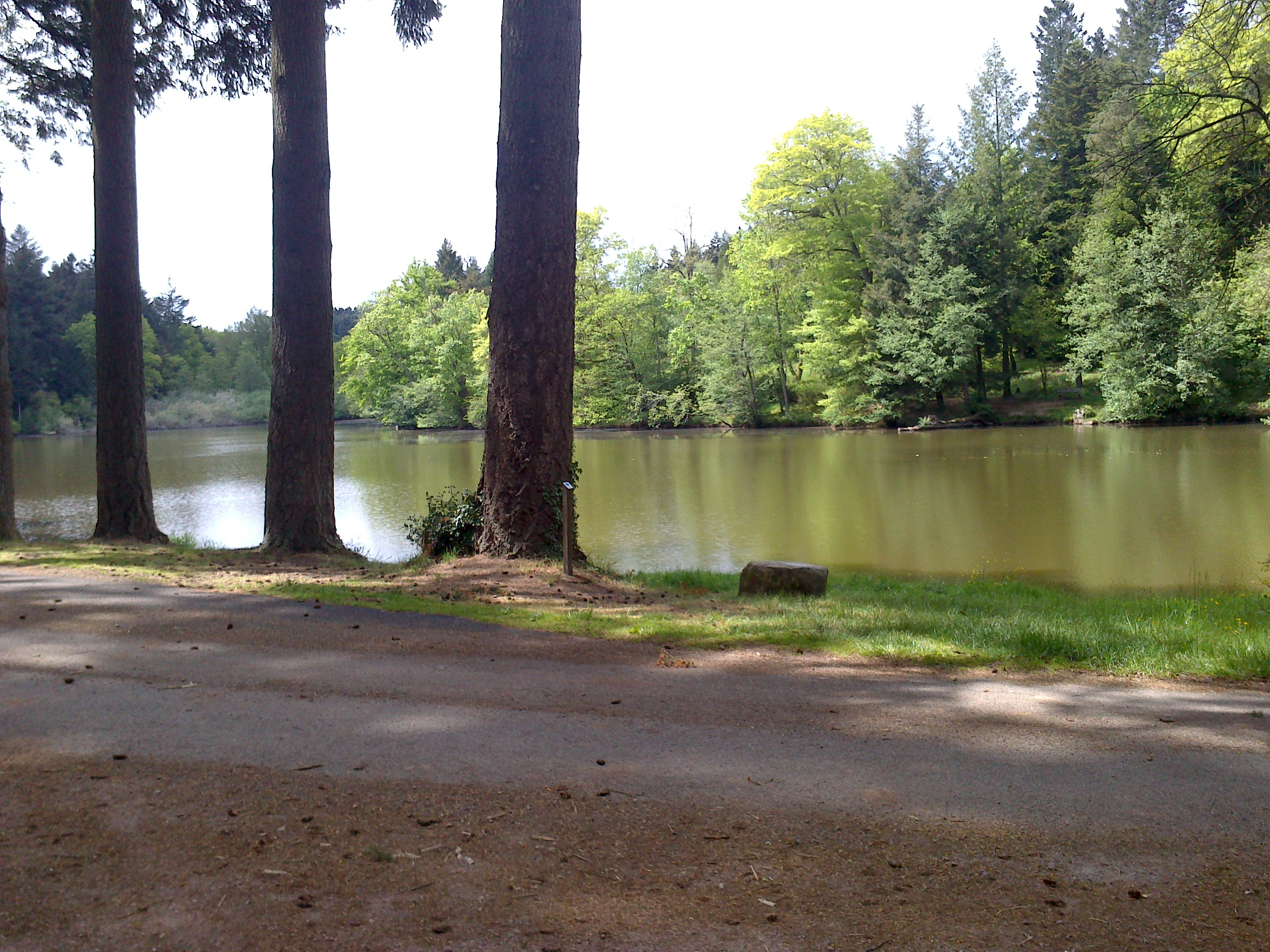
Pézanin en 2014.
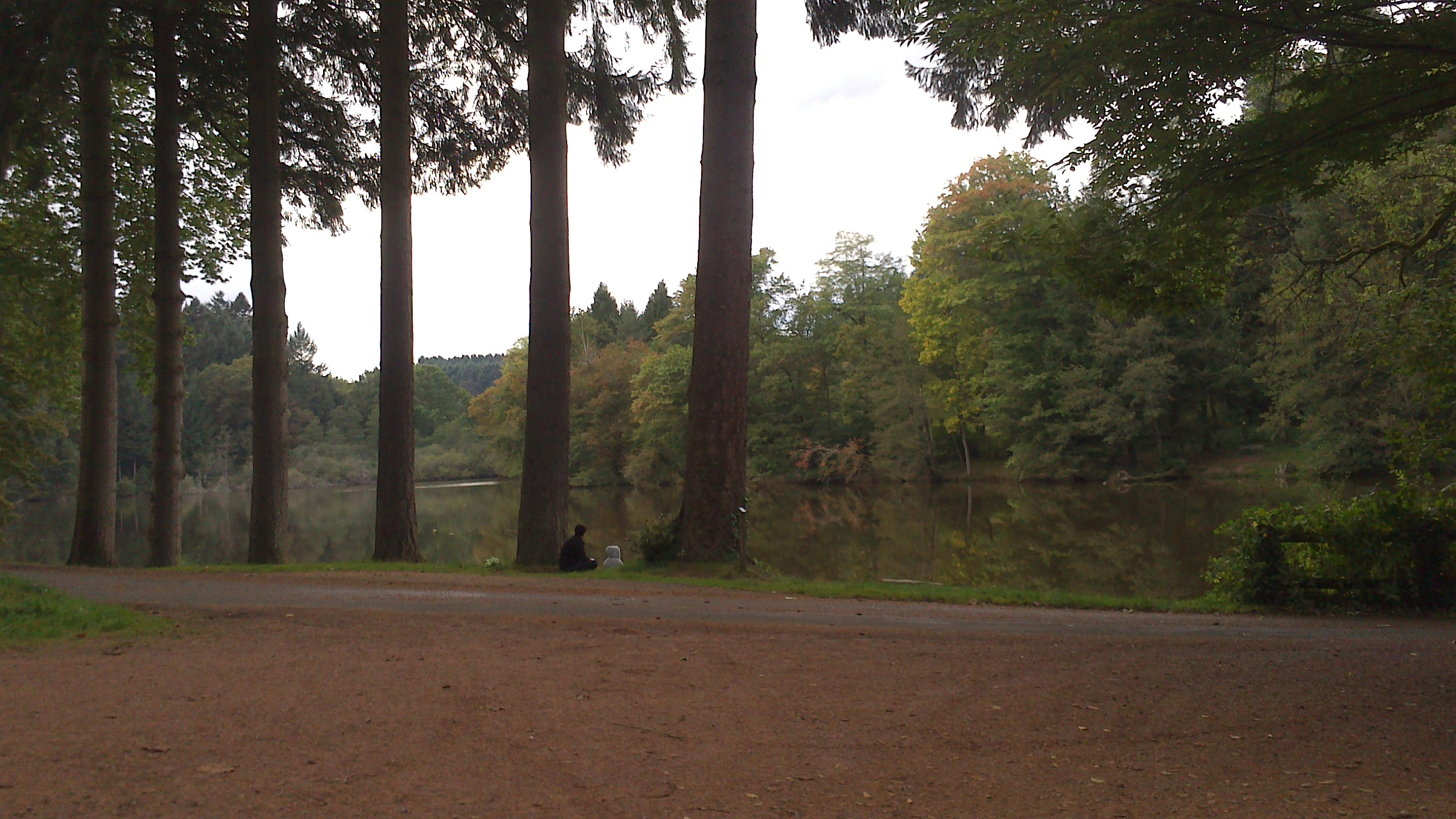
Lac de Pézanin en automne.
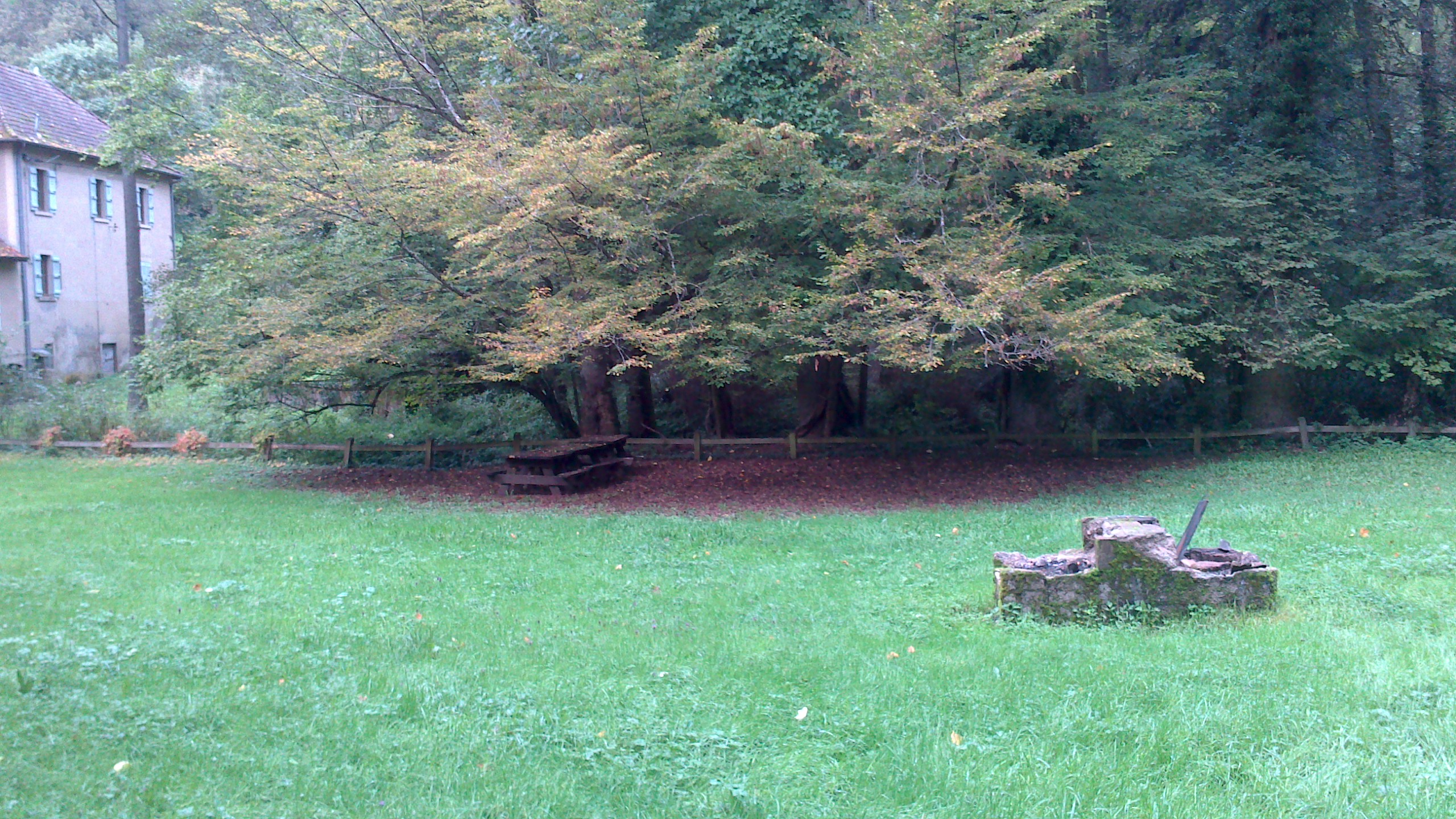
Aire de pique-nique de Pézanin.
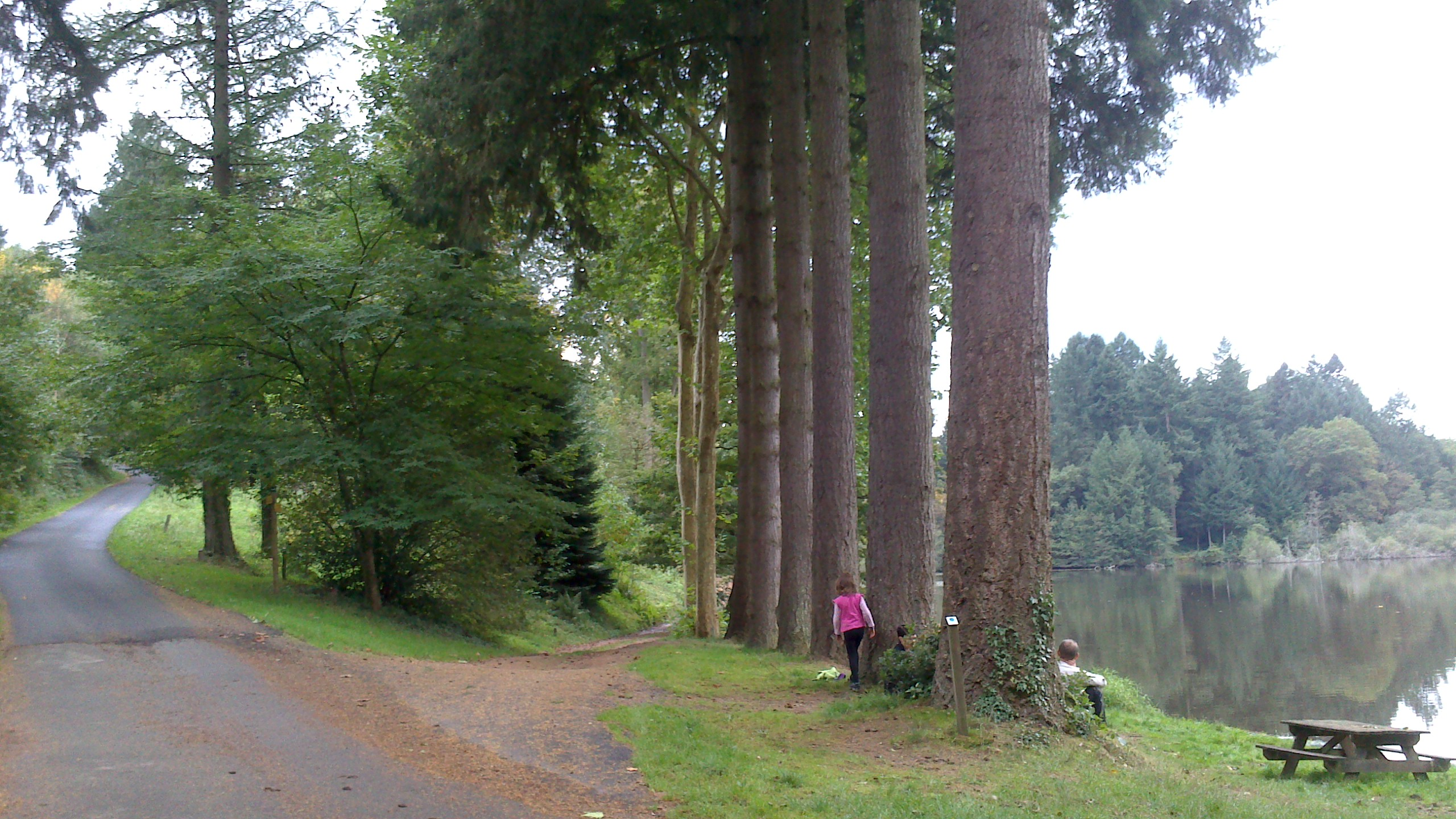
Arboretum de Pézanin.
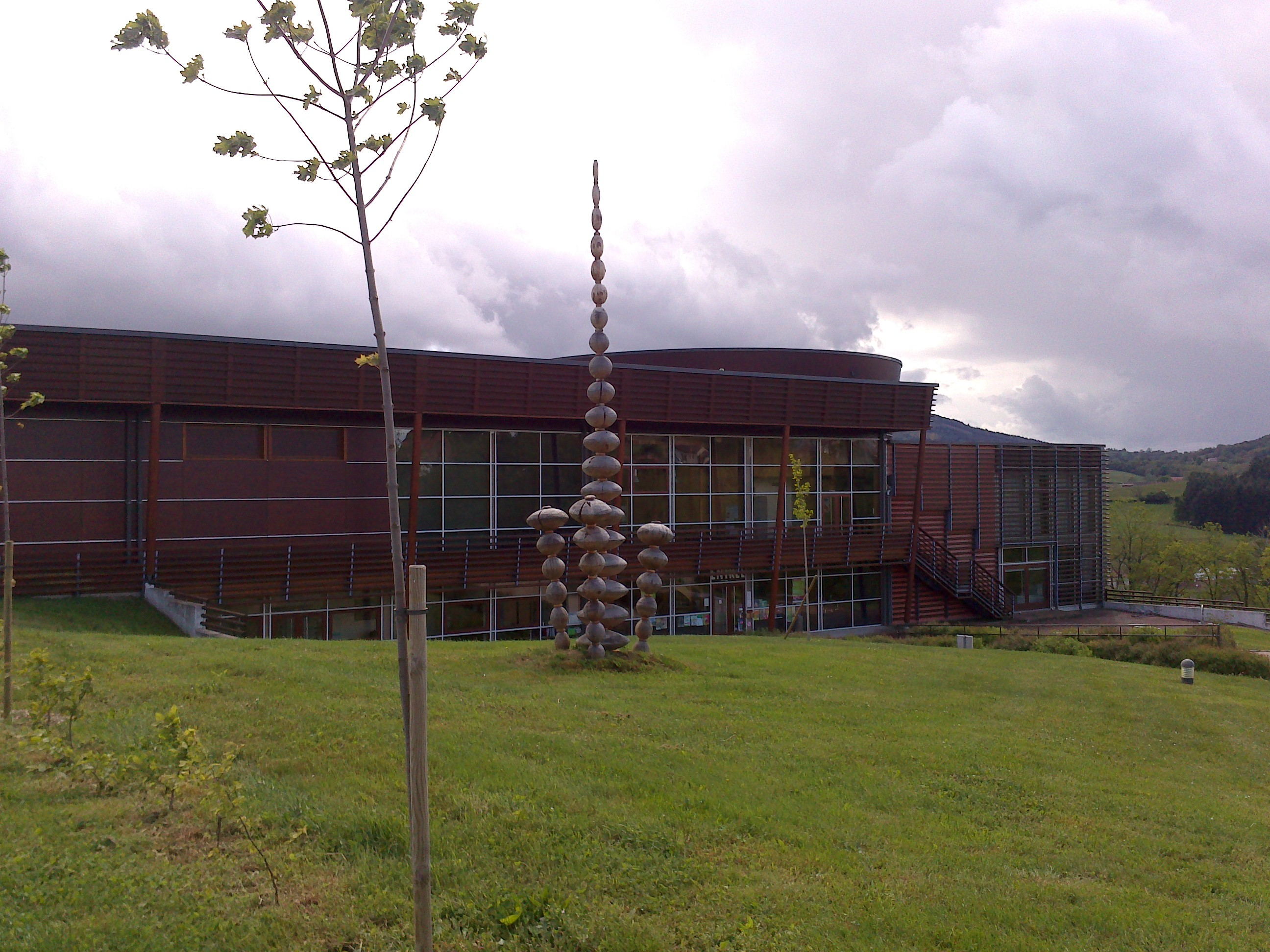
Vue sur le LAB 71.
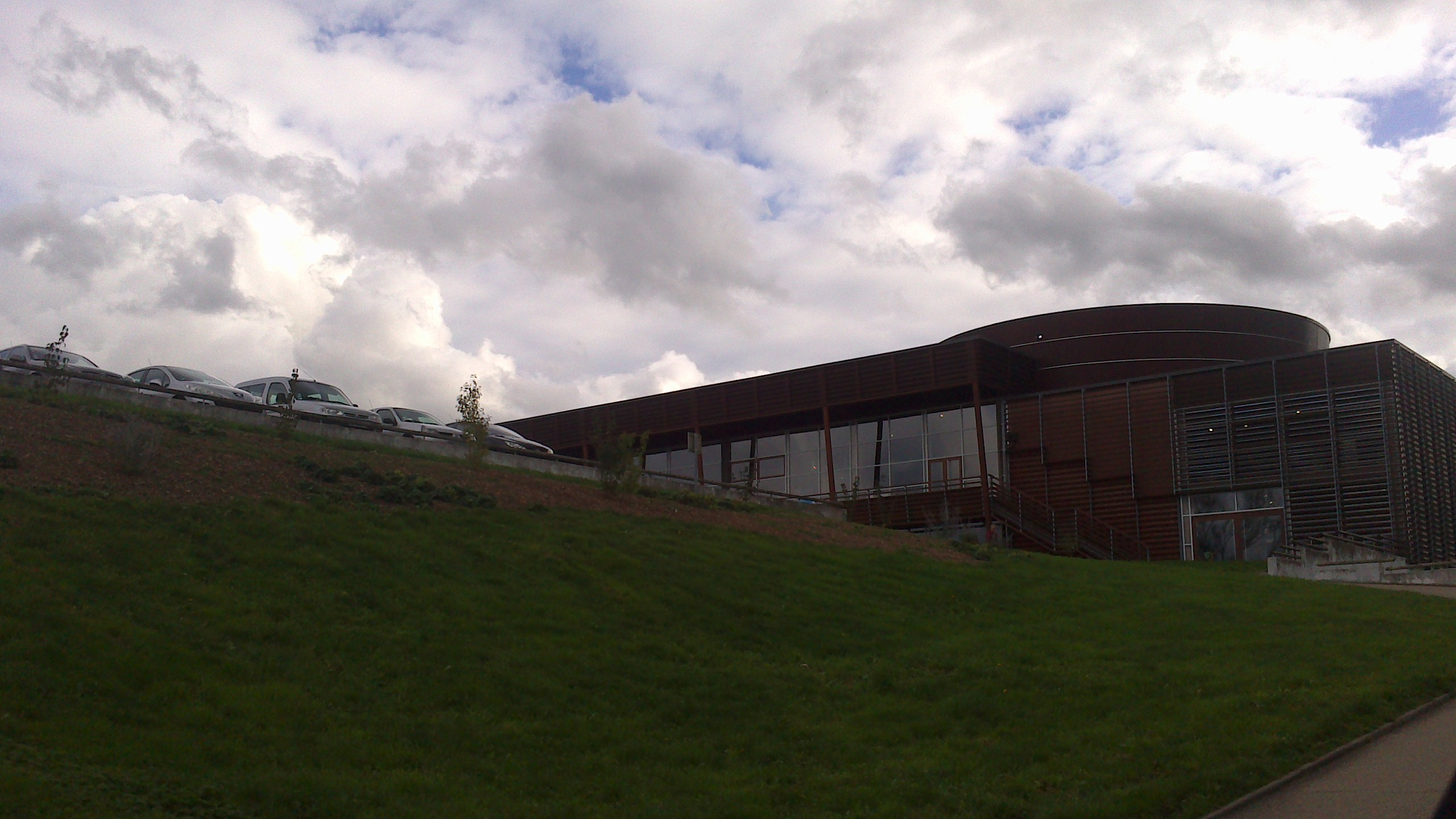
Le LAB.
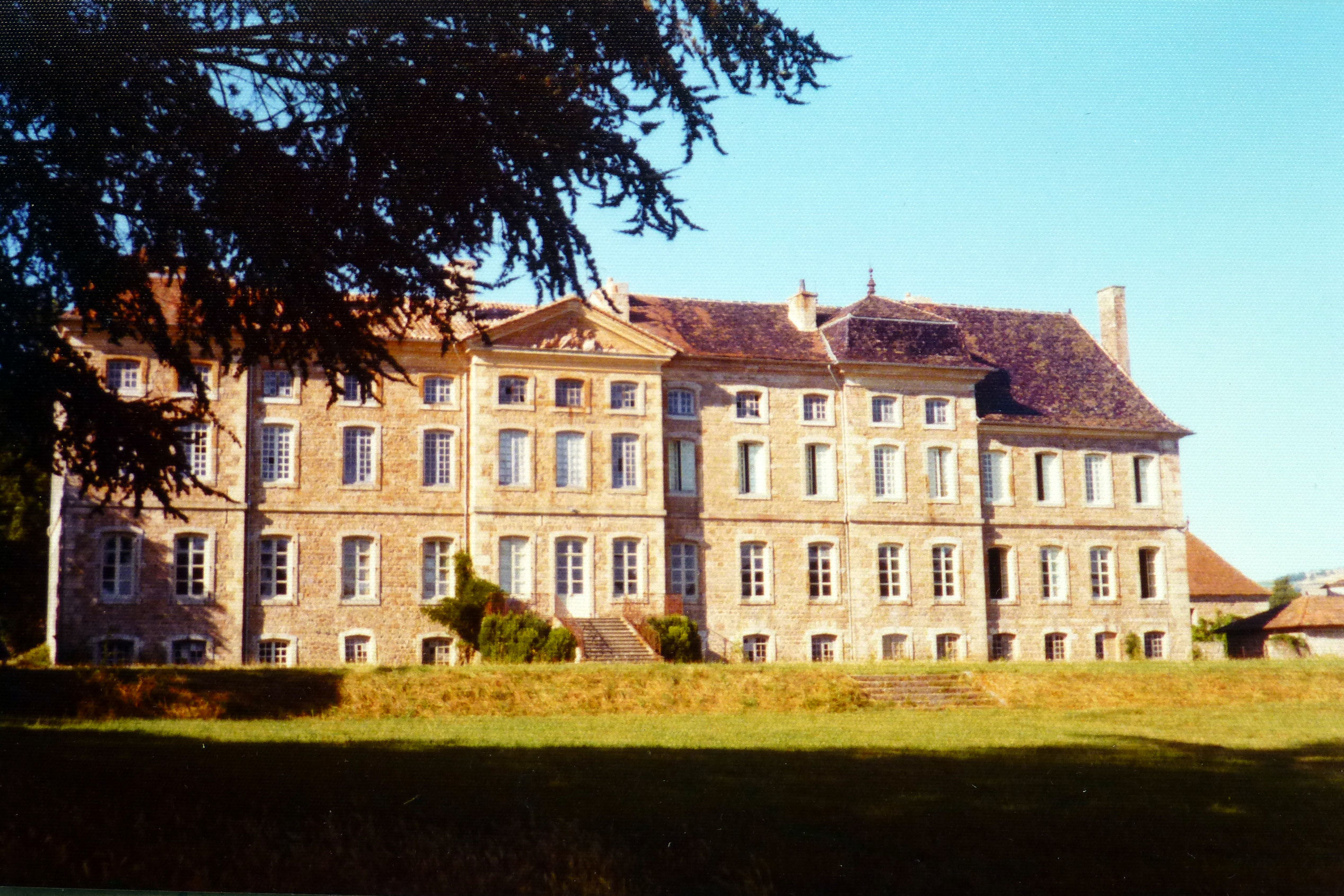
Le château d'Audour dans les années 1980.

## Pour approfondir